# Liste der Baudenkmäler in Lichtenfels (Oberfranken)
Auf dieser Seite sind die Baudenkmäler in der oberfränkischen Stadt Lichtenfels zusammengestellt. Diese Tabelle ist eine Teilliste der Liste der Baudenkmäler in Bayern. Grundlage ist die Bayerische Denkmalliste, die auf Basis des Bayerischen Denkmalschutzgesetzes vom 1. Oktober 1973 erstmals erstellt wurde und seither durch das Bayerische Landesamt für Denkmalpflege geführt wird. Die folgenden Angaben ersetzen nicht die rechtsverbindliche Auskunft der Denkmalschutzbehörde.

## Ensembles

### Altstadt Lichtenfels

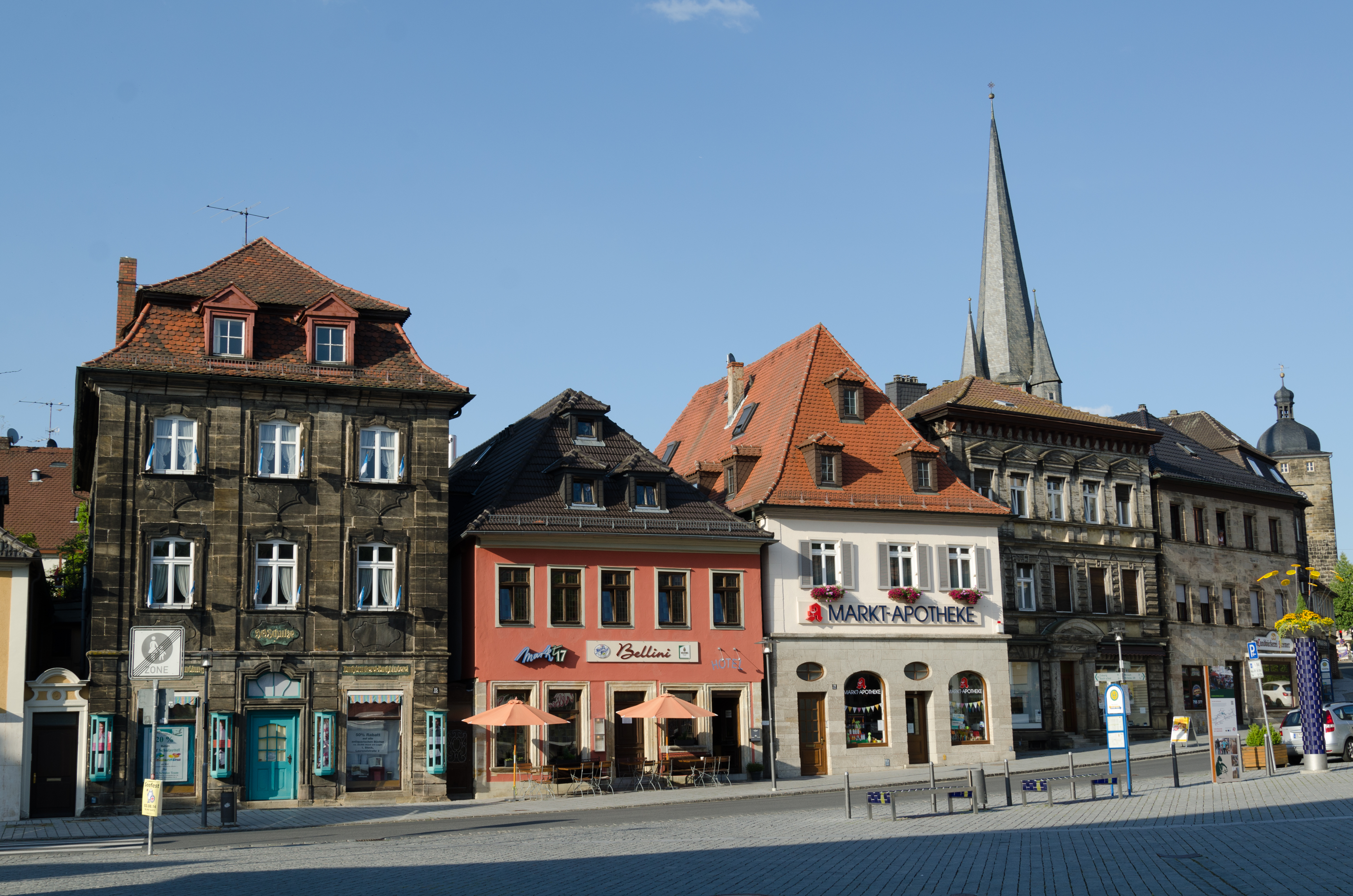
Marktplatz, Nordseite

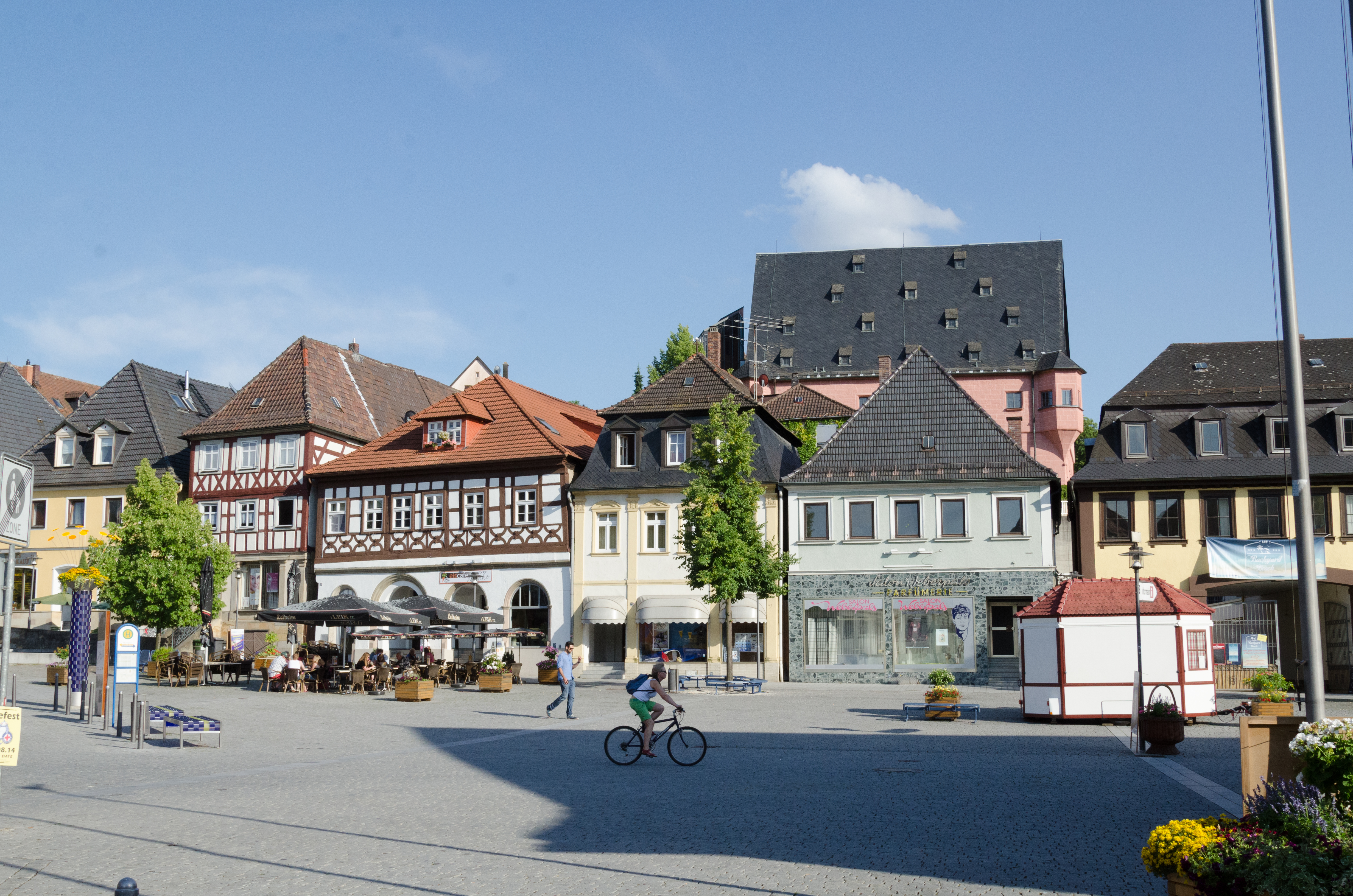
Marktplatz, Südseite

Das Ensemble umfasst den Stadtkern am südöstlichen Rand der Mainaue in der Ausdehnung der mittelalterlichen Stadtbefestigung seit dem 13. bzw. 14. Jahrhundert.
Der Ortsname wird als Bezeichnung einer Siedlung unterhalb eines kahlen, lichten Felsens gedeutet. Die Lokalisierung eines Siedlungsplatzes im Banzgau aus dem 8. oder frühen 9. Jahrhundert auf dem Bereich nordwestlich des aktuellen Stadtkerns am Mühlbach ist nicht eindeutig belegbar. Die heutige Altstadt entwickelte sich am Hang zum Maintal unterhalb einer 1142 als Litenuels erwähnten Burg, am Standort des heutigen Kastenbodens. Im Folgejahr wurde die Herrschaft zwischen der Bamberger Kirche und den Grafen von Andechs-Plassenberg geteilt. Die planmäßige Anlage des Straßenmarktes nördlich unterhalb der Burg wurde unter dem Einfluss der Andechs-Meranier forciert, wohl im frühen 13. Jahrhundert. Nach dem Aussterben dieses Grafengeschlechtes 1248 blieb die Stadt im Besitz der Bamberger Bischöfe. Sie erhielt 1206 Markt- und 1231 Stadtrecht. Nach 1525 verfiel die Burganlage. 1555 als Schloss neu errichtet, wurde das Gebäude in der Folgezeit als Kastenboden genutzt. Die fürstbischöfliche Herrschaft unterhielt im Ort verschiedene Einrichtungen ihrer Verwaltung. Der zugehörige Forstmeister war für eines der größten Waldgebiete des Bischofs zuständig, die Stadt fungierte als Stapel- und Handelsplatz. Mit der gesamten Fürstbischöflichen Herrschaft fiel der Ort 1803 an das Königreich Bayern, das ihn als Behördensitz beibehielt. Ab 1839 entwickelte sich die Region um die Stadt zum Zentrum der Korbmacherei und des Korbhandels im deutschen Raum. Das generelle Wachstum der Stadt wurde jedoch vor allem von der Anbindung an das Eisenbahnnetz 1846 und dem Ausbau zum überregionalen Eisenbahnknotenpunkt bis 1885 initiiert. Neben Produktionsgebäuden und Werkstätten entstanden außerhalb der Altstadt eine große Anzahl von Dienstwohnungen für Eisenbahner bzw. öffentliche Gebäude.
In der Entwicklung der Stadtbefestigung folgte wohl einer Palisadenbefestigung des 13. Jahrhunderts der Ausbau zur massiv befestigten Dreitoranlage im 14. Jahrhundert. Erhalten sind der 1353 erstmals erwähnte Obere Torturm und der auch im 14. Jahrhundert errichtete, erstmals 1403 erwähnte Bamberger Torturm, sowie Teile der Stadtmauer, aber nur geringe Reste des Stadtgrabens. Durch Erneuerungsmaßnahmen an der Mauer selbst bis in die zweite Hälfte des 18. Jahrhunderts hinein blieb der Verlauf des Rings als Begrenzung der Altstadt nachvollziehbar. Die planmäßige Stadtstruktur wird von der Hauptrelation des Marktbereiches bestimmt, der sich vom unteren, dem Bamberger Torturm im Westen bis zum Oberen Torturm im Osten erstreckt und im Zentrum platzartig aufgeweitet ist. Südlich dieser Verbindung, die auch Teil der Handelsstraße von Bamberg nach Kulmbach ist, bildet das Stadtschloss die bauliche Dominante, sonst füllen fast ausschließlich Neben- und Rückgebäude der Marktplatzbebauung diesen Bereich auf. Im platzartigen Zentrum des Marktbereiches mündet, von der Querung des Mains im Norden kommend, die Coburger Straße in die West-Ost-Relation ein. Die zentrale stadträumliche Situation wird vom Rathaus beherrscht, das 1740 bis 1745 anstelle eines Vorgängerbaus errichtet wurde. Es verdeutlicht die Tradition des Ortes als Amts- und Verwaltungssitz eindrucksvoll. Seine barocken Architekturformen repräsentieren zugleich den Einfluss der Fürstbischöfe von Schönborn in der ersten Hälfte des 18. Jahrhunderts auf das Stadtbild. Dieses ist besonders hier im Zentrum von barockem und biedermeierlichem Fassadenschmuck bestimmt. Die Nebengassen im nordwestlichen Quartier orientieren sich auf den Markt im Bereich des Rathauses und die Coburger Straße. Die Namensgebungen weisen auf spezielle Einwohnerschichten (Judengasse; mit erhaltener Synagoge) oder Funktionen (Badgasse, Farbgasse) hin. Die Nebenstraßen im nordöstlichen Bereich folgen einer regelmäßigen Leiter-Struktur, oberhalb jener sich plateauartig der Kirchplatz mit der katholischen Pfarrkirche Mariä Himmelfahrt erhebt, unweit des Oberen Tores gelegen. Dieser hoch gelegene Standort ermöglicht es, dass der Kirchturm die Marktbebauung deutlich überragt und räumlich in die meisten Bereiche des Stadtkerns hinein wirkt. Auch in den Nebengassen ist die barocke bis biedermeierliche Umgestaltung der historischen Bausubstanz prägend. Hinter solchen Fassaden verbirgt sich wohl im Allgemeinen in diesen kleinen Handwerkergassen mit ackerbürgerlichen Akzenten auch ältere Bausubstanz in Fachwerkkonstruktion. Abgesehen von vereinzelten größeren Um- und Neubauten für den Handel, etwa in der Inneren Bamberger Straße 7, Marktplatz 2 oder Marktplatz 10, hatte die wirtschaftliche Entwicklung der Stadt im 19. und 20. Jahrhundert kaum prägende bauliche Auswirkungen auf die Innenstadt. In ihrer unmittelbaren Umgebung entstanden jedoch umfangreiche Baulichkeiten der Bahngesellschaften, für den Korbhandel und die Leichtindustrie, für Verwaltung und Bildung, eine evangelische Kirche und repräsentative Wohnbauten. Starken Einfluss auf das Altstadt-Ensemble hat die seit 1846 vorhandene, und bis in die 1930er Jahre weiter ausgebaute Eisenbahntrasse im Nordwesten, die den äußeren Teil der Coburger Straße von der Altstadt abtrennt. Unverändert bestimmen die beiden Stadttore, der Kirchturm, das Rathaus, die Pfarrkirche und der Kastenboden (das ehemalige Schloss) als Monumentalbauten die Struktur der Altstadt und sind zugleich prägende Zeugnisse der Stadtgeschichte. Aktennummer: E-4-78-139-1.

### Bahnhofsplatz
Das Ensemble umfasst den Bahnhofsplatz mit dem Empfangsgebäude bzw. den unmittelbar auf dieses ausgerichteten, ehemaligen Beamtenwohnhäusern der Bahngesellschaften in der Zweigstraße und die Bahnhofstraße als wichtigste Verbindung zur Altstadt.
Der Bahnhof Lichtenfels der bayerischen König Ludwig-Süd-Nordeisenbahn wurde 1846 eröffnet. 1858 erreichte der Bau der Werra-Bahn von Eisenach seinen südlichen Endpunkt in Lichtenfels und 1885 wurde mit der Querung des Fichtelgebirges die Verbindung nach Leipzig, später Teil der Magistrale von Berlin nach München bzw. Italien, vollendet. Die Bedeutung dieses Knotenpunktes führte bis in die Jahre des Zweiten Weltkriegs hinein zu umfänglichen Ausbauten der Bahnanlagen. Bis zur deutschen Teilung stellten die staatlichen Eisenbahngesellschaften rund ein Drittel aller Arbeitsplätze in der Stadt. Der regelmäßige und nahezu symmetrisch angelegte Bahnhofplatz mit dem repräsentativen Sandstein-Empfangsgebäude aus der Mitte des 19. Jahrhunderts und den stattlichen historistischen Beamtenwohnhäusern der 1880er und 1890er Jahre verdeutlicht die Absicht, neben der Altstadt ein neues Zentrum zu schaffen. Bestimmend ist die von der Gärtnerschule und Gottfried von Neureuther für die Eisenbahnkunstbauten entwickelte Architektursprache, zu der auch die jüngeren Neurenaissancebauten noch in Beziehung gesetzt werden können. An der südlichen Platzseite bilden die Eckgebäude Bahnhofstraße 5 und 14, das ehemalige Korbhandelshaus Pauson, ein Gegenüber zu den Anlagen des Bahnhofs, auch wenn die Bahnhofstraße selbst als sehr schmaler und kurzer stadträumlicher Bereich ausfällt. Ihr südliches Ende wird vom Bamberger Tor, einer Villa (heute Stadtmuseum) und Geschäftshäusern bestimmt. Die südwestliche Front des Bahnhofsplatzes wird von den Geschäfts- und Industriebauten der Lederindustrie aus den 1950er bis 1970er Jahren, Bahnhofstraße 7 und Conrad-Wagner-Straße 2, geprägt. Das Ensemble des Lichtenfelser Bahnhofsplatzes zeugt damit neben der Bedeutung der Stadt als Eisenbahnknotenpunkt von der bedeutenden Korb- und Lederwarenindustrie bzw. als regionaler Handelsort. Aktennummer: E-4-78-139-2.

## Stadtbefestigung
Die Stadtmauer aus Sandsteinquadern ist in Teilen erhalten. Sie entstammt einer vermutlich im 14. Jahrhundert errichteten Befestigungsanlage und wurde mehrfach erneuert. Mauerfragmente befinden sich bei Badgasse 12, 14 (Lage), Coburger Straße 21, Bamberger Straße hinter 9, auf 13, 19 (Bamberger Tor), Langheimer Straße 2a (Lage), Marktplatz 40, 42 (oberer Torturm), Mauergasse 2 (Lage), 4, 6, 8, 10, 12, 14, 16, 18, 22, 24, hinter Reitschgasse 7, 9, 11, Ringgasse hinter 2 (Lage), 4 (Lage), 6, Stadtknechtsgasse 4, 6, 8 (Lage), 12, 14 (Roter Turm), 16, 18.
Aktennummer: D-4-78-139-1.

| Lage                                                      | Objekt                                                 | Beschreibung | Akten-Nr.      | Bild           |
| --------------------------------------------------------- | ------------------------------------------------------ | --- | -------------- | -------------- |
| Bamberger Straße 2; Innere Bamberger Straße 17 (Standort) | Bamberger Tor                                          | Viergeschossiger Torturm aus unverputzten Sandsteinquadern, geschweifte Haube, 14./16. Jahrhundert                      | D-4-78-139-43  | weitere Bilder |
| Marktplatz 42 (Standort)                                  | Oberer Torturm                                         | Viergeschossiger Turm aus unverputzten Sandsteinquadern, vorkragender Oberbau, verschieferte Haube, 14./19. Jahrhundert | D-4-78-139-98  | weitere Bilder |
| Stadtknechtsgasse 14 (Standort)                           | Roter Turm, auch Röschentürmlein und Lugenturm genannt | 14. Jahrhundert, dreigeschossiger Turm aus Sandsteinquadern, Walmdach                                                   | D-4-78-139-113 | weitere Bilder |

## Baudenkmäler nach Gemeindeteilen

### Lichtenfels
| Lage                                                                        | Objekt | Beschreibung | Akten-Nr.               | Bild |
| --------------------------------------------------------------------------- | --- | --- | ----------------------- | --- |
| Adolf-Kolping-Straße 2 (Standort)                                           | Stadtpark | Englische Anlage, zweite Hälfte 19. Jahrhundert | D-4-78-139-2            | BW |
| Alte Coburger Straße, gegenüber Nr. 25 (Standort)                           | Brunnen, sogenannter Alberts- oder Albertabrunnen                                                                  | Rechteckiger Brunnentrog, Sandstein, 17.–18. Jahrhundert | D-4-78-139-123          | Brunnen, sogenannter Alberts- oder Albertabrunnen                                                                  |
| An der Moritzkappel 6 (Standort)                                            | Bildstock | Sogenannte Josephskapelle bzw. untere Moritzkappel, gemauerter Schaft auf profiliertem Sockelgesims mit halbrunder Bildnische und segmentförmiger Giebelabdeckung, bezeichnet „1770“; gefasste Holzfigur des heiligen Joseph | D-4-78-139-428          | Bildstock |
| Bahnhofplatz 3 (Standort)                                                   | Bahnhof | 1845 nach Plänen der Gärtnerschule (Gottfried von Neureuther), 1888/93 Um- und Anbauten von Jakob Graff, zweigeschossiger Mitteltrakt flankiert von dreigeschossigen Risaliten und eingeschossigen Galerien, vor dem Mitteltrakt ein eingeschossiges, pavillonartiges Entré                                                                                              | D-4-78-139-6            | weitere Bilder |
| Bahnhofstraße 14 (Standort)                                                 | Sogenanntes Pausonhaus                                                                                             | Von Distriktbaumeister Johann Graebner, zweigeschossiger, langgestreckter Bau mit giebeligem Mittelrisalit und neugotischen Fensterrahmungen, Walmdach, 1881 | D-4-78-139-8            | weitere Bilder |
| Bamberger Straße 14 (Standort)                                              | Katholische Spitalkirche zur Schmerzhaften Muttergottes                                                            | 14./18. Jahrhundert, ehemalige Chorturmkirche, heute flachgedeckter Saal zu drei Achsen, Sandsteinquaderbau, teilweise Brockenmauerwerk, Turm mit verschiefertem Oberbau; mit Ausstattung | D-4-78-139-10           | weitere Bilder |
| Bamberger Straße 14 (Standort)                                              | Kreuzwegstation | Kreuzweg von der Spitalkirche Lichtenfels zur Wallfahrtskirche nach Vierzehnheiligen, sieben Stationsreliefs, Sandstein, 1714; erste Station, im Relief Christus am Ölberg | D-4-78-139-368          | Kreuzwegstation |
| Bamberger Straße 14, bei der Spitalkirche (Standort)                        | Kreuztragender Christus                                                                                            | Sandstein, bezeichnet „1720“, vermutlich von Johann Dehler | D-4-78-139-369          | weitere Bilder |
| Bamberger Straße 42 (Standort)                                              | Verwaltungsgebäude und Lagerhallen des Güterbahnhofs                                                               | Ziegelsichtbauten, um 1885 | D-4-78-139-347          | weitere Bilder |
| Bamberger Straße 44 (Standort)                                              | Verwaltungsgebäude und Lagerhallen des Güterbahnhofs                                                               | Ziegelsichtbauten, um 1885 | D-4-78-139-347          | weitere Bilder |
| Nähe Bayernstraße (Standort)                                                | Wegkapelle | Sandsteinquaderbau mit Satteldach und Holzkruzifix, bezeichnet „1829“ | D-4-78-139-431          | Wegkapelle |
| Bürgerweg 5 (Standort)                                                      | Ehemaliges Kommunbrauhaus, dann Café Central                                                                       | Zweigeschossiges Sandsteingebäude mit Satteldach und seitlichen Strebepfeilern, 1868 von Stadtbaumeister Söhnlein; Gedenktafel | D-4-78-139-11           | weitere Bilder |
| Coburger Straße 9 (Standort)                                                | Wohn- und Geschäftshaus                                                                                            | Zweigeschossiges Eckhaus mit Walmdach, rückwärtiger Teil mit Satteldach, verputztes Fachwerkobergeschoss, 18. Jahrhundert über älterem Kern, im Erdgeschoss moderner Ladeneinbau | D-4-78-139-12           | weitere Bilder |
| Coburger Straße 16 (Standort)                                               | Wohn- und Geschäftshaus                                                                                            | Dreigeschossiges, traufseitiges Haus mit Satteldach, erstes Obergeschoss Fachwerk, 18. Jahrhundert, im Erdgeschoss moderner Ladeneinbau | D-4-78-139-13           | weitere Bilder |
| Coburger Straße 18 (Standort)                                               | Wohn- und Geschäftshaus                                                                                            | Zweigeschossiges Walmdachhaus, verputztes Fachwerkobergeschoss, 18. Jahrhundert | D-4-78-139-14           | weitere Bilder |
| Coburger Straße 19 (Standort)                                               | Wohn- und Geschäftshaus                                                                                            | Zweigeschossiges Eckhaus mit Walmdach, Ecklisenen, erste Hälfte 19. Jahrhundert, rückwärtiger Teil etwas jünger | D-4-78-139-15           | weitere Bilder |
| Coburger Straße 20 (Standort)                                               | Wohn- und Geschäftshaus                                                                                            | Zweigeschossiges Walmdachhaus, Fachwerk, 18. Jahrhundert, im Erdgeschoss moderner Ladeneinbau | D-4-78-139-16           | weitere Bilder |
| Coburger Straße 23 (Standort)                                               | Wohnhaus | Zweigeschossiges Eckhaus mit Walmdach, erste Hälfte 19. Jahrhundert | D-4-78-139-19           | weitere Bilder |
| Coburger Straße 24 (Standort)                                               | Wohnhaus | Zweigeschossiger Walmdachbau, 18./19. Jahrhundert | D-4-78-139-20           | weitere Bilder |
| Coburger Straße 27 (Standort)                                               | Wohn- und Geschäftshaus                                                                                            | Zweigeschossiges Walmdachgebäude, verkleidetes Fachwerkobergeschoss, 18./19. Jahrhundert, im Erdgeschoss moderner Ladeneinbau | D-4-78-139-21           | weitere Bilder |
| Coburger Straße 28 (Standort)                                               | Wohn- und Geschäftshaus                                                                                            | Zweigeschossiger Walmdachbau, verschiefertes Fachwerkobergeschoss, 18./19. Jahrhundert | D-4-78-139-22           | weitere Bilder |
| Coburger Straße 35 (Standort)                                               | Wohn- und Geschäftshaus                                                                                            | Zweigeschossiges Walmdachgebäude, verputztes Fachwerkobergeschoss, 18./19. Jahrhundert, im Erdgeschoss moderner Ladeneinbau | D-4-78-139-25           | weitere Bilder |
| Coburger Straße 38 (Standort)                                               | Wohn- und Geschäftshaus                                                                                            | Zweigeschossiger Mansarddachbau, Ecklisenen, 18./19. Jahrhundert, im Erdgeschoss moderner Ladeneinbau | D-4-78-139-27           | weitere Bilder |
| Coburger Straße 39 (Standort)                                               | Wohn- und Geschäftshaus                                                                                            | Zweigeschossiges Walmdachgebäude, verputztes Fachwerkobergeschoss, erste Hälfte 19. Jahrhundert, im Erdgeschoss moderner Ladeneinbau | D-4-78-139-28           | weitere Bilder |
| Coburger Straße 43 (Standort)                                               | Ehemalige Mainmühle                                                                                                | Wohnhaus, zweigeschossiger, verputzter Massivbau mit Mansardwalmdach über Kellersockel, mit Zwerchhaus, polygonalem Eckerkerturm mit Haubendach und Altan, von Hans Diroll, 1922/23, gemauerte Pflanzterrasse, Sandstein, um 1927 ergänzt; Hofeinfriedung mit Pfeilern, Ortbeton, von Georg Haag, um 1927                                                                | D-4-78-139-442          | Ehemalige Mainmühle                                                                                                |
| Coburger Straße 45 (Standort)                                               | Wohnhaus | Zweigeschossiges Walmdachhaus, Fachwerkobergeschoss, spätes 18. Jahrhundert | D-4-78-139-30           | weitere Bilder |
| Coburger Straße 50 (Standort)                                               | Wohn- und Geschäftshaus                                                                                            | Zweigeschossiger Walmdachbau, 18./19. Jahrhundert | D-4-78-139-31           | weitere Bilder |
| Friedhofstraße, an der Abzweigung Goldbergstraße (Standort)                 | Bildstock | Sandstein, kannelierte Säule mit Wappenschild, vierseitiger Aufsatz mit Zeltdach, bezeichnet „1672“ | D-4-78-139-34           | weitere Bilder |
| Nähe Friedhofstraße (Standort)                                              | Kriegerdenkmal für Ersten Weltkrieg                                                                                | Relief von ionischen Säulen auf hohen Basen flankiert, 1922/23 von Max Heilmaier, 1954 Erweiterung durch Gedenktafeln für Tote des Zweiten Weltkriegs | D-4-78-139-33           | weitere Bilder |
| Friedhof 1; Friedhof 2; Nähe Friedhofsweg (Standort)                        | Friedhof | Anlage des Mittelteils von 1804, 1823 Erweiterung nach Süden, Grabdenkmäler dieser Zeit sind erhalten | D-4-78-139-32           | Friedhof |
| Friedhof 1; Friedhof 2; Nähe Friedhofsweg (Standort)                        | Heiliges-Grab-Kapelle                                                                                              | 1823, querrechteckiger Sandsteinquaderbau mit verschiefertem Walmdach, an der Nordseite breiter Portikus; mit Ausstattung | D-4-78-139-32           | weitere Bilder |
| Am Herberg (Standort)                                                       | Aussichtsturm, ursprünglich Sieges-Aussichtsturm, 1933 in Bismarckturm umbenannt, auch Herbergturm oder Hohe Warte | Fünfgeschossiger Sandsteinquaderbau, 1903/1904 von Distriktbaumeister Johann Graebner | D-4-78-139-124          | Aussichtsturm, ursprünglich Sieges-Aussichtsturm, 1933 in Bismarckturm umbenannt, auch Herbergturm oder Hohe Warte |
| Innere Bamberger Straße 1 (Standort)                                        | Satteldachhaus | Zweigeschossig traufständig, Fachwerkobergeschoss, 1728, rückwärtiger Anbau, zweigeschossig mit Mansarddach, um 1890, Vorderhaus im Erdgeschoss moderner Ladeneinbau, Gaubenband neu | D-4-78-139-35           | weitere Bilder |
| Innere Bamberger Straße 3 (Standort)                                        | Ehemalige Steinerne Kemenate                                                                                       | Zweigeschossiges Traufseithaus, 18. Jahrhundert, im Erdgeschoss moderner Ladeneinbau | D-4-78-139-36           | weitere Bilder |
| Innere Bamberger Straße 9 (Standort)                                        | Satteldachbau | Zweigeschossig, Fachwerkobergeschoss, 17./18. Jahrhundert | D-4-78-139-37           | weitere Bilder |
| Innere Bamberger Straße 10 (Standort)                                       | Walmdachbau | Zweigeschossig, Fachwerkobergeschoss des 18. Jahrhunderts, im Erdgeschoss moderner Ladeneinbau | D-4-78-139-38           | weitere Bilder |
| Innere Bamberger Straße 11 (Standort)                                       | Satteldachhaus | Zweigeschossig traufständig, wohl 1758, im Erdgeschoss moderner Ladeneinbau | D-4-78-139-39           | weitere Bilder |
| Innere Bamberger Straße 17 (Standort)                                       | Satteldachhaus | Dreigeschossig traufständig, verputztes Fachwerk, im Kern spätmittelalterlich, im Erdgeschoss moderner Ladeneinbau | D-4-78-139-42           | weitere Bilder |
| Innere Bamberger Straße 20 (Standort)                                       | Ehemaliges Gasthaus Alter Fritz                                                                                    | Zweigeschossiges Eckhaus mit Satteldach, Fachwerkobergeschoss, Zierfachwerk, 1696 | D-4-78-139-44           | Ehemaliges Gasthaus Alter Fritz                                                                                    |
| Judengasse 12 (Standort)                                                    | Ehemalige Synagoge                                                                                                 | Eingeschossiger verputzter Bau mit Mansarddach, 1797, 1867 erneuert | D-4-78-139-45           | weitere Bilder |
| Kirchplatz 2 (Standort)                                                     | Katholische Stadtpfarrkirche Mariä Himmelfahrt                                                                     | Sandsteinquaderbau, flachgedeckter Saal mit in die Südwand eingestelltem Turm, eingezogener Chor, Kern 15. Jahrhundert, Erweiterungen und Umbauten des 16., 17. und 18. Jahrhunderts; mit Ausstattung | D-4-78-139-48           | weitere Bilder |
| Kirchplatz 2 (Standort)                                                     | Kreuzwegstation | Kreuzweg von der Spitalkirche Lichtenfels zur Wallfahrtskirche nach Vierzehnheiligen, sieben Stationsreliefs, Sandstein, 1714; zweite Station, im Relief Christus vor dem Hohenpriester (umgesetzt von Bamberger Straße 20) | D-4-78-139-368          | Kreuzwegstation |
| Kirchplatz (Standort)                                                       | Kreuzigungsgruppe                                                                                                  | Sandstein, 1762 von Pankraz Fries | D-4-78-139-49           | weitere Bilder |
| Kirchgasse 2; Nähe Mauergasse (Standort)                                    | Ehemalige Friedhofsmauer                                                                                           | Aus Sandstein mit Eckpfeiler, 1767, eingelassenen Sandsteinreliefs, 17./18. Jahrhundert | D-4-78-139-50           | weitere Bilder |
| Kirchgasse 2; Nähe Mauergasse (Standort)                                    | Gartenpavillon | Fachwerkbau mit Mansardwalmdach, zweite Hälfte 18. Jahrhundert | D-4-78-139-51           | weitere Bilder |
| Kreuzbühlstraße; Jahnstraße (Standort)                                      | Kreuzwegstation | Kreuzweg von der Spitalkirche Lichtenfels zur Wallfahrtskirche nach Vierzehnheiligen, sieben Stationsreliefs, Sandstein, 1714; dritte Station, im Relief Verurteilung Christi | D-4-78-139-368          | weitere Bilder |
| Kronacher Straße 3 (Standort)                                               | Wohnhaus | Zweigeschossiger Walmdachbau, Ziegel mit Sandsteingliederung, historistisch, Freitreppe, um 1900 | D-4-78-139-319          | weitere Bilder |
| Kronacher Straße 4 (Standort)                                               | Korbwarenhandelshaus Heinrich Krauss                                                                               | Zweigeschossiges Walmdachgebäude, 1853, rückwärtiger Teil spätes 19. Jahrhundert | D-4-78-139-53           | weitere Bilder |
| Kronacher Straße 6 (Standort)                                               | Mansarddachhaus | Zweigeschossig, neubarock, um 1900, im Erdgeschoss moderner Ladeneinbau | D-4-78-139-54           | weitere Bilder |
| Kronacher Straße 8 (Standort)                                               | Ehemaliges Gasthaus Wicklespeter                                                                                   | Zweigeschossiges Walmdachgebäude, verputztes Fachwerkobergeschoss, 1811 | D-4-78-139-55           | weitere Bilder |
| Kronacher Straße 10 (Standort)                                              | Zentralschulhaus                                                                                                   | Dreigeschossiger langgestreckter Neurenaissancebau mit giebeligem Mittelrisalit und Flachkuppel, 1888 von B. Och, 1903 aufgestockt von Chrysostomus Martin (Bamberg) | D-4-78-139-56           | weitere Bilder |
| Kronacher Straße 13, 13a (Standort)                                         | Villa | Zweigeschossiger Klinkerbau mit Mansardwalmdach, Eckturm, Risalite, Sandsteingliederungen, bezeichnet „1899“ | D-4-78-139-57           | weitere Bilder |
| Kronacher Straße 13, 13a (Standort)                                         | Bedienstetenhaus                                                                                                   | Rückgebäude, eingeschossiger Mansarddachbau | D-4-78-139-57           | Bedienstetenhaus                                                                                                   |
| Kronacher Straße 14 (Standort)                                              | Martin-Luther-Kirche                                                                                               | Evangelisch-lutherische Stadtpfarrkirche, zweischiffige Hallenkirche mit Formen des romanisch-gotischen Übergangsstiles, 1902/03 von Gustav Haeberle; mit Ausstattung | D-4-78-139-58           | weitere Bilder |
| Kronacher Straße 15 (Standort)                                              | Wohnhaus | Zweigeschossiger Walmdachbau mit Zwerchhausrisalit, Ziegel mit Sandsteingliederung, historistisch, um 1900 | D-4-78-139-320          | weitere Bilder |
| Kronacher Straße 16 (Standort)                                              | Pfarrhaus | Zweigeschossiges Walmdachhaus mit Eckturm, Ziegel mit Sandsteingliederungen, wohl um 1902/03 von Gustav Haeberle | D-4-78-139-59           | weitere Bilder |
| Kronacher Straße 18 (Standort)                                              | Amtsgerichtsgebäude                                                                                                | Stattlicher dreigeschossiger Bau mit Schweifgiebel, Sandsteingliederung, 1903 | D-4-78-139-60           | weitere Bilder |
| Kronacher Straße 20 (Standort)                                              | Gesundheitsamt | Zweigeschossiger Walmdachbau, Risalite mit Fenstererkern, gelber Klinker mit Sandsteingliederung, historistisch, um 1900 | D-4-78-139-321          | weitere Bilder |
| Kronacher Straße 21 (Standort)                                              | Villa | Eingeschossiger giebelständiger Frackdachbau mit polygonalem Standerker und traufseitigem Zwerchhaus, 1914 von August Berger; mit Ausstattung. | D-4-78-139-322          | weitere Bilder |
| Kronacher Straße 22 (Standort)                                              | Wohnhaus | Zweigeschossiger Mansardwalmdachbau, Ziegel mit Sandsteingliederung, historistisch, bezeichnet „1902“ | D-4-78-139-323          | weitere Bilder |
| Kronacher Straße 26 (Standort)                                              | Eckhaus | Zweigeschossig mit Mansardwalmdach, Risalite und schräggestellter Eckturm, historistisch, 1903 | D-4-78-139-324          | weitere Bilder |
| Kronacher Straße 28 (Standort)                                              | Ehemaliges Finanzamt                                                                                               | Dreigeschossiger Walmdachbau, zweites Obergeschoss verschiefertes Fachwerk, Sandsteingliederung, Heimatstil, 1932 | D-4-78-139-61           | weitere Bilder |
| Kronacher Straße 30 (Standort)                                              | Landratsamt | Dreigeschossiges Ämtergebäude mit Walmdach und reichem Portal, rückwärtig zweigeschossiger Mansardwalmdachbau, 1912 | D-4-78-139-62           | weitere Bilder |
| Kronacher Straße 31 (Standort)                                              | Wohnhaus | Zweigeschossiger Satteldachbau mit Zwerchgiebelrisalit, Eckpilastern und profilierten Fenstergewänden, spätklassizistisch, 1899; mit Ausstattung | D-4-78-139-358          | weitere Bilder |
| Kronacher Straße 32 (Standort)                                              | Staatliche Berufsfachschule für Flechtwerkgestaltung                                                               | Zweigeschossiger Mansardwalmdachbau, um 1920 | D-4-78-139-325          | weitere Bilder |
| Kronacher Straße 32 (Standort)                                              | Bildstock | Sandstein, gewundene Säule mit vierseitigem Aufsatz, 17. Jahrhundert | D-4-78-139-63           | weitere Bilder |
| Kronacher Straße 39 (Standort)                                              | Zwei Kreuzsteine                                                                                                   | Sandstein, spätmittelalterlich | D-4-78-139-64           | weitere Bilder |
| Langheimer Straße 13 (Standort)                                             | Satteldachbau | Zweigeschossig mit verschiefertem Obergeschoss, 18./19. Jahrhundert | D-4-78-139-66           | weitere Bilder |
| Laurenzistraße 1 (Standort)                                                 | Satteldachhaus | Zweigeschossig giebelständig, Zierfachwerkobergeschoss, bezeichnet „1747“, im Erdgeschoss moderner Ladeneinbau | D-4-78-139-68           | weitere Bilder |
| Laurenzistraße 3 (Standort)                                                 | Traufseithaus | Zweigeschossig mit Zierfachwerkobergeschoss, 1707, im Erdgeschoss moderner Ladeneinbau | D-4-78-139-69           | weitere Bilder |
| Laurenzistraße 4 (Standort)                                                 | Traufseithaus | Zweigeschossig mit Satteldach, mit Tonnengewölbe des 16./17. Jahrhundert, im Erdgeschoss moderner Ladeneinbau | D-4-78-139-70           | weitere Bilder |
| Laurenzistraße 5 (Standort)                                                 | Traufseitbau | Zweigeschossig mit Satteldach, verputztes Fachwerkobergeschoss, 1698 | D-4-78-139-340          | weitere Bilder |
| Marktplatz 1 (Standort)                                                     | Rathaus | Zweigeschossiger verputzter Walmdachbau mit fünfzehn zu fünf Achsen, Ecklisenen, 1743 von Justus Heinrich Dientzenhofer | D-4-78-139-71           | weitere Bilder |
| Marktplatz 5 (Standort)                                                     | Ehemaliges Stadtsteueramt, jetzt Rathaus II                                                                        | Zweigeschossiger Walmdachbau, Sandsteingliederung, frühes 19. Jahrhundert | D-4-78-139-72           | weitere Bilder |
| Marktplatz 7 (Standort)                                                     | Satteldachhaus | Zweigeschossig giebelständig, 1695, im Erdgeschoss moderner Ladeneinbau | D-4-78-139-73           | weitere Bilder |
| Marktplatz 8 (Standort)                                                     | Walmdachgebäude | Zweigeschossiges, Fachwerk, 18. Jahrhundert | D-4-78-139-74           | weitere Bilder |
| Marktplatz 12 (Standort)                                                    | Walmdachbau | Zweigeschossig, 1769, Obergeschoss 1873, im Erdgeschoss moderner Ladeneinbau | D-4-78-139-76           | weitere Bilder |
| Marktplatz 13 (Standort)                                                    | Walmdachbau | Zweigeschossig, 1703, im Erdgeschoss moderner Ladeneinbau | D-4-78-139-77           | weitere Bilder |
| Marktplatz 14 (Standort)                                                    | Mansarddachbau | Zweigeschossig, Sandsteinpilaster, erste Hälfte des 19. Jahrhunderts, im Erdgeschoss moderner Ladeneinbau | D-4-78-139-78           | weitere Bilder |
| Marktplatz 15 (Standort)                                                    | Ehemaliges Forsthaus                                                                                               | Dreigeschossiger Sandsteinquaderbau mit Mansarddach, Lisenengliederung, um 1753/54, im Erdgeschoss moderner Ladeneinbau | D-4-78-139-79           | weitere Bilder |
| Marktplatz 16 (Standort)                                                    | Walmdachbau | Zweigeschossig, Fachwerkobergeschoss des 16./17. Jahrhunderts | D-4-78-139-80           | weitere Bilder |
| Marktplatz 17 (Standort)                                                    | Walmdachbau | Zweigeschossig, verputztes Fachwerkobergeschoss, 18. Jahrhundert, Kern spätmittelalterlich | D-4-78-139-81           | weitere Bilder |
| Marktplatz 18 (Standort)                                                    | Walmdachbau | Dreigeschossig mit Fachwerkobergeschossen, 16./18. Jahrhundert | D-4-78-139-82           | weitere Bilder |
| Marktplatz 19 (Standort)                                                    | Walmdachbau | Zweigeschossig, verputztes Fachwerkobergeschoss, 18. /19. Jahrhundert, Kern älter | D-4-78-139-83           | weitere Bilder |
| Marktplatz 20 (Standort)                                                    | Walmdachgebäude | Zweigeschossig, verputztes Fachwerkobergeschoss, im 18. Jahrhundert ausgebaut, im Erdgeschoss moderner Ladeneinbau | D-4-78-139-84           | weitere Bilder |
| Marktplatz 21 (Standort)                                                    | Walmdachhaus | Dreigeschossig mit rustizierter Fassade, um 1900, im Erdgeschoss moderner Ladeneinbau | D-4-78-139-85           | weitere Bilder |
| Marktplatz 23 (Standort)                                                    | Walmdachbau | Dreigeschossig aus Sandsteinquadern, erste Hälfte 19. Jahrhundert, im Erdgeschoss moderner Ladeneinbau | D-4-78-139-87           | weitere Bilder |
| Marktplatz 24 (Standort)                                                    | Ehemaliger Kastenhof, jetzt evangelische Volksschule                                                               | Zweigeschossiges traufseitiges Gebäude mit verschiefertem Satteldach, Sandsteingliederung, 1608 | D-4-78-139-88           | weitere Bilder |
| Marktplatz 24 (Standort)                                                    | Ehemaliger Kastenhof, Rückgebäude                                                                                  | Ehemaliges zweigeschossiges Rückgebäude mit ehemals zwölf Achsen, 1953 Verlängerung um sechs Achsen | D-4-78-139-88           | Ehemaliger Kastenhof, Rückgebäude                                                                                  |
| Marktplatz 26 (Standort)                                                    | Eckhaus | Zweigeschossig mit Satteldach, Fachwerkobergeschoss, 1688–1690, im Erdgeschoss moderner Ladeneinbau | D-4-78-139-89           | weitere Bilder |
| Marktplatz 28 (Standort)                                                    | Ehemalige Stadtapotheke                                                                                            | Zweigeschossiges Eckhaus mit Walmdach und Fachwerkobergeschoss, bezeichnet „1701“ | D-4-78-139-91           | weitere Bilder |
| Marktplatz 29 (Standort)                                                    | Mansarddachgebäude                                                                                                 | Viergeschossig, Sandsteinquader, 17./18. Jahrhundert, Umbau des 19. Jahrhunderts, im Erdgeschoss moderner Ladeneinbau | D-4-78-139-92           | weitere Bilder |
| Marktplatz 30 (Standort)                                                    | Walmdachgebäude | Zweigeschossig, verputztes Fachwerkobergeschoss, 17. Jahrhundert | D-4-78-139-93           | weitere Bilder |
| Marktplatz 31 (Standort)                                                    | Eckhaus | Zweigeschossig mit Walmdach, verputztes Fachwerkobergeschoss, 18. Jahrhundert, im Erdgeschoss moderner Ladeneinbau | D-4-78-139-94           | weitere Bilder |
| Marktplatz 32 (Standort)                                                    | Pfarrhaus | Zweigeschossiger Walmdachbau, verputztes Fachwerkobergeschoss, Freitreppe, 1741 von Justus Heinrich Dientzenhofer, Zwerchhaus des späten 19. Jahrhunderts | D-4-78-139-95           | weitere Bilder |
| Marktplatz 33 (Standort)                                                    | Walmdachgebäude | Zweigeschossig, verputztes Fachwerkobergeschoss, nach Westen verschiefert, 18. Jahrhundert, im Erdgeschoss moderner Ladeneinbau | D-4-78-139-96           | weitere Bilder |
| Marktplatz 40 (Standort)                                                    | Gasthaus Oberes Tor, ehemaliges Haus am Mühlgraben                                                                 | Zweigeschossiges Eckhaus mit Walmdach, verputztes Fachwerkobergeschoss, 17./18. Jahrhundert, Erdgeschoss 19. Jahrhundert | D-4-78-139-97           | weitere Bilder |
| Mauergasse 12 (Standort)                                                    | Satteldachhaus | Zweigeschossig traufständig, spätes 18. Jahrhundert | D-4-78-139-101          | weitere Bilder |
| Mühlgasse 1 (Standort)                                                      | Satteldachhaus | Zweigeschossig mit Hochlaube, wohl Gerberhaus, Fachwerk, 17./18. Jahrhundert | D-4-78-139-103          | weitere Bilder |
| Myconiusstraße 1 (Standort)                                                 | Wohnhaus | Zweigeschossig mit hohem Gebäudesockel und ausgebautem Dachgeschoss, Gebäudesockel aus rustizierten Sandsteinquadern, Satteldach mit Zierfachwerk im südlichen und nördlichen Giebel, östlich Risalit mit Krüppelwalm und Zierfachwerk, in der westlichen Dachfläche ein Zwerchhaus mit Zierfachwerk und Krüppelwalm, Heimatstil bzw. reduzierter Historismus, 1907/1908 | D-4-78-139-351          | Wohnhaus |
| Myconiusstraße 1, im Garten an der Kronacher Straße (Standort)              | Bildhäuschen | Sandstein, in der rundbogigen Nische gefasstes Vesperbild, bezeichnet „1718“ | D-4-78-139-105          | Bildhäuschen |
| Ottenberg (Standort)                                                        | Bildstock | Sogenannte Moritzkapelle, gemauerter Schaft auf profiliertem Sockelgesims mit halbrunder Bildnische und segmentförmiger Giebelabdeckung, zweite Hälfte 18. Jahrhundert, umrahmt von drei Linden | D-4-78-139-427          | Bildstock |
| Schillerstraße 6 (Standort)                                                 | Wappen der Stadt Lichtenfels                                                                                       | Sandstein, 1843 | D-4-78-139-108          | Wappen der Stadt Lichtenfels                                                                                       |
| Schillerstraße 7 (Standort)                                                 | Bayerisches Staatswappen                                                                                           | Sandstein, 1843 | D-4-78-139-109          | Bayerisches Staatswappen                                                                                           |
| Schützenstraße 1 (Standort)                                                 | Schützenhaus | Eingeschossiger Sandsteinquaderbau mit Satteldach, Schaugiebel im neubarocken Mischstil mit anklingender Jugendstilornamentik, 1903 von Distriktbaumeister Johann Graebner | D-4-78-139-110          | Schützenhaus |
| Stadtknechtsgasse 5 (Standort)                                              | Ehemaliger Kastenboden, 1555 als Stadtschloss für Kaspar von Sternberg erbaut                                      | Verputzter Bau mit verschiefertem Satteldach, nach Westen Eckerker | D-4-78-139-3            | weitere Bilder |
| Stadtknechtsgasse 5 (Standort)                                              | Ehemaliger Kastenboden                                                                                             | Umfassungsmauer aus Sandsteinquadern | D-4-78-139-3            | weitere Bilder |
| Stadtknechtsgasse 20 (Standort)                                             | Sandsteinwappen | 17. Jahrhundert | D-4-78-139-116          | BW |
| Tafeldeckersleite (Standort)                                                | Ehemaliger jüdischer Friedhof                                                                                      | Zwei Grabsteine, wohl erstes Drittel 20. Jahrhundert, und Gedenktafel für die im Zweiten Weltkrieg ermordeten Lichtenfelser Juden, 1952 | D-4-78-139-434          | weitere Bilder |
| Walachei 2 (Standort)                                                       | Kalvarienberg | Mitte 17. Jahrhundert, Werkstatt des Hans Brenck und Hans Georg Schlehendorn, Kapellenbau 19. Jahrhundert, Inschrifttafel von 1518 | D-4-78-139-118 Wikidata | weitere Bilder |
| Wöhrdstraße 25 (Standort)                                                   | Rundlokschuppen | Mit 17 Toren; südlicher Kopfbau um 1890, Ausbau und Erweiterungen bis 1941 | D-4-78-139-348 Wikidata | weitere Bilder |
| Wöhrdstraße 46 (Standort)                                                   | Wasserturm der Eisenbahn                                                                                           | Zylindrischer Backsteinbau mit Kegeldach, 1939/40 | D-4-78-139-326 Wikidata | Wasserturm der Eisenbahn                                                                                           |
| Wöhrdstraße 46 (Standort)                                                   | Nebengebäude | Eingeschossig mit Walmdach | D-4-78-139-326          | Nebengebäude |
| Seichtbach; im Lichtenfelser Forst (Standort)                               | Kreuzstein | Sandstein, 1616 | D-4-78-139-120          | Kreuzstein |
| Mönchsbrunnen; im Lichtenfelser Forst (Standort)                            | Mönchsbrunnen | Brunnenstube aus Sandstein, bezeichnet „1722“ | D-4-78-139-121          | Mönchsbrunnen |
| Nähe Krappenrother Straße, am „Prälatenweg“ nach Klosterlangheim (Standort) | Denkmal, von Greyerz Ruhe                                                                                          | Sandstein, Obelisk auf quaderförmigem Sockel, bezeichnet „1841“ | D-4-78-139-122          | Denkmal, von Greyerz Ruhe                                                                                          |

### Bohnberg
| Lage                                                | Objekt    | Beschreibung                                                                                       | Akten-Nr.      | Bild      |
| --------------------------------------------------- | --------- | -------------------------------------------------------------------------------------------------- | -------------- | --------- |
| Bohnberg; ca. 250 m südöstlich des Hofes (Standort) | Bildstock | Sandstein, Vierkantsockel, Säule mit ionischem Kapitell, vierseitiger Aufsatz, 17./18. Jahrhundert | D-4-78-139-126 | Bildstock |

### Buch am Forst
| Lage                                                                    | Objekt                                                | Beschreibung | Akten-Nr.      | Bild                                                  |
| ----------------------------------------------------------------------- | ----------------------------------------------------- | --- | -------------- | ----------------------------------------------------- |
| Abt-Dennerlein-Straße 7 (Standort)                                      | Wohnstallbau                                          | Zweigeschossig, 18. Jahrhundert                                                                                    | D-4-78-139-127 | Wohnstallbau                                          |
| Kirchhof 4 (Standort)                                                   | Wohnstallfachwerkbau                                  | Zweigeschossig mit Satteldach, Giebel verschiefert, 19. Jahrhundert                                                | D-4-78-139-128 | Wohnstallfachwerkbau                                  |
| Pfarrsteig 1 (Standort)                                                 | Wohnstallbau                                          | Zweigeschossig mit Halbwalmdach, Fachwerkobergeschoss, 18./19. Jahrhundert                                         | D-4-78-139-129 | Wohnstallbau                                          |
| Pfarrsteig 2 (Standort)                                                 | Evangelisch-lutherische Pfarrkirche St. Magdalena     | Chorturmkirche, im Kern 1370, zahlreiche Erneuerungen; mit Ausstattung                                             | D-4-78-139-130 | weitere Bilder                                        |
| Nähe Pfarrsteig, vor der Kirche (Standort)                              | Kriegerdenkmal                                        | Sandstein, 1896 von E. Thommer                                                                                     | D-4-78-139-131 | Kriegerdenkmal                                        |
| Pfarrsteig 4 (Standort)                                                 | Pfarrhaus                                             | Zweigeschossiger Fachwerkbau mit Satteldach, Verschieferung, 1711                                                  | D-4-78-139-132 | Pfarrhaus                                             |
| Untersiemauer Straße 22 (Standort)                                      | Ehemaliges Forsthaus                                  | Zweigeschossiges Walmdachhaus, Lisenengliederung, spätes 18. Jahrhundert                                           | D-4-78-139-133 | Ehemaliges Forsthaus                                  |
| Untersiemauer Straße 25 (Standort)                                      | Satteldachbau                                         | Eingeschossig, Fachwerk, Giebel verschiefert, 18. Jahrhundert                                                      | D-4-78-139-134 | Satteldachbau                                         |
| Von-Stockmar-Straße 2 (Standort)                                        | Schloss                                               | Zweigeschossiger Putzbau mit Sandsteingliederungen, 1722–1724 über älterem Kern, Halbwalmdach des 19. Jahrhunderts | D-4-78-139-135 | Schloss                                               |
| Von-Stockmar-Straße 2 (Standort)                                        | Nebengebäude                                          | Eingeschossiger Walmdachbau mit Zwerchhaus, genutete Ecklisenen, erste Hälfte 18. Jahrhundert                      | D-4-78-139-135 | Nebengebäude                                          |
| Untersiemauer Straße 34 (Standort)                                      | Grenzstein                                            | Sandstein, mit Wappen Herzogtum Sachsen-Coburg, 18. Jahrhundert                                                    | D-4-78-139-136 | Grenzstein                                            |
| Lichtenfelser Forst; Schreinersberggraben; Wallengraben (Standort)      | Bildstock                                             | Sandstein, Ende 18. Jahrhundert; im Aufsatz Emailrelief der Schutzmantelmadonna, um 1985                           | D-4-78-139-352 | Bildstock                                             |
| Windbruchsweg in der Himmelsleiter, in der Waldflur Sandbühl (Standort) | Grenzstein, sogenanntes Posthörnla oder Posthornstein | Sandstein, bez. 1820 (Auf der Grenze mit der Gemeinde Grub am Forst)                                               | D-4-73-134-7   | Grenzstein, sogenanntes Posthörnla oder Posthornstein |

### Burgberg
| Lage                              | Objekt                        | Beschreibung | Akten-Nr.      | Bild           |
| --------------------------------- | ----------------------------- | --- | -------------- | -------------- |
| Kapellenberg (Standort)           | Bildstock                     | Sandstein, oktogonaler Pfeiler, vierseitiger Aufsatz, bezeichnet „1611“                                                                                              | D-4-78-139-46  | weitere Bilder |
| Kapellenberg 2 (Standort)         | Katholische Kapelle St. Jakob | Sandsteinbau mit Walmdach und Dachreiter, Saalbau mit eingezogenem, gerade geschlossenem Chor, im Kern wohl 14. Jahrhundert, Umbauten 1737 und 1830; mit Ausstattung | D-4-78-139-47  | weitere Bilder |
| Untere Brunnengasse 14 (Standort) | Marter                        | 1752, Sandstein | D-4-78-139-117 | weitere Bilder |

### Degendorf
| Lage                                                    | Objekt        | Beschreibung                                                              | Akten-Nr.      | Bild          |
| ------------------------------------------------------- | ------------- | ------------------------------------------------------------------------- | -------------- | ------------- |
| Eiserne Hand 3 (Standort)                               | Wohnstallhaus | Zweigeschossig mit Walmdach, Fachwerkobergeschoss, 18./19. Jahrhundert    | D-4-78-139-139 | Wohnstallhaus |
| Lohgasse; an der Straße nach Trieb (Standort)           | Bildstock     | Sandstein, geschwunger Sockel, Pfeiler mit Aufsatz, bezeichnet „1777“     | D-4-78-139-140 | Bildstock     |
| Trieber Straße 22; am nordöstlichen Ortsrand (Standort) | Bildstock     | Sandstein, gefeldeter Pfeiler mit vierseitigem Aufsatz, bezeichnet „1723“ | D-4-78-139-141 | Bildstock     |

### Eichig
| Lage                                                                     | Objekt                           | Beschreibung | Akten-Nr.      | Bild           |
| ------------------------------------------------------------------------ | -------------------------------- | --- | -------------- | -------------- |
| Nähe Am Boden (Standort)                                                 | Katholische Kapelle St. Wendelin | Neugotisch, Sandsteinquaderbau mit Satteldach, Dachreiter, 1892; mit Ausstattung                                               | D-4-78-139-143 | weitere Bilder |
| Am Boden 11 (Standort)                                                   | Wohnstallhaus                    | Zweigeschossig, mit Satteldach, Fachwerkobergeschoss, bezeichnet „1853“                                                        | D-4-78-139-144 | Wohnstallhaus  |
| Am Boden 17 (Standort)                                                   | Brunnenhaus                      | Eisen- und Holzkonstruktion mit Zeltdach, rechteckiger steinerner Brunnentrog, bezeichnet „1877“                               | D-4-78-139-145 | Brunnenhaus    |
| Von Lahm nach Rothmannsthal; an der Straße nach Rothmannsthal (Standort) | Bildstock                        | Sandstein, gewundene weinumrankte Säule mit ionischem Kapitell, vierseitiger Aufsatz mit Reliefs, bezeichnet „1699“ und „1866“ | D-4-78-139-146 | Bildstock      |
| Forst; Am Weg nach Bojendorf (Standort)                                  | Bildstock                        | Sandstein, Pfeiler, rundbogig geschlossener Aufsatz mit Reliefs, bezeichnet „1821“                                             | D-4-78-139-147 | Bildstock      |

### Gnellenroth
| Lage                     | Objekt                           | Beschreibung                                                                     | Akten-Nr.      | Bild                             |
| ------------------------ | -------------------------------- | -------------------------------------------------------------------------------- | -------------- | -------------------------------- |
| Gnellenroth 8 (Standort) | Ehemaliger Hof des Klosters Banz | Zweigeschossiger verputzter Walmdachbau, geohrte Tür- und Fensterrahmungen, 1728 | D-4-78-139-148 | Ehemaliger Hof des Klosters Banz |

### Heinach
| Lage                 | Objekt                                            | Beschreibung | Akten-Nr.      | Bild                                              |
| -------------------- | ------------------------------------------------- | --- | -------------- | ------------------------------------------------- |
| Heinach 1 (Standort) | Heinachhof, ehemaliger Schafhof des Klosters Banz | Stattlicher zweigeschossiger Walmdachbau, Fachwerkobergeschoss, 1753 neu erbaut (abgebrannt), Anfang 2020er Jahre neu aufgebaut | D-4-78-139-149 | Heinachhof, ehemaliger Schafhof des Klosters Banz |
| Heinach 1 (Standort) | Heinachhof                                        | Nebengebäude | D-4-78-139-149 | Heinachhof                                        |

### Isling
| Lage | Objekt                                        | Beschreibung | Akten-Nr.      | Bild            |
| --- | --------------------------------------------- | --- | -------------- | --------------- |
| Kohlbauerplatz 1 (Standort) | Wohnstallhaus                                 | Zweigeschossig mit Walmdach, Fachwerkobergeschoss, 1836 | D-4-78-139-150 | Wohnstallhaus   |
| Kohlbauerplatz 13 (Standort) | Katholische Pfarrkirche St. Johannes Baptista | Chorturmkirche um 1300, Langhaus 1654, einheitliche Um- und Neugestaltung 1724; mit Ausstattung                                                                                            | D-4-78-139-153 | weitere Bilder  |
| Kohlbauerplatz 14 (Standort) | Pfarrhof                                      | Zweigeschossiges Wohnhaus, Sandsteinquaderbau mit Satteldach, Schieferdeckung, um 1870 | D-4-78-139-327 | Pfarrhof        |
| Kohlbauerplatz 14 a (Standort) | Pfarrhof                                      | Fachwerkscheune mit Satteldach, 18. Jahrhundert | D-4-78-139-327 | Pfarrhof        |
| Mönchkröttendorfer Straße 5 (Standort)                                                                                               | Wohnstallhaus                                 | Zweigeschossig mit Walmdach, Fachwerk, 18./19. Jahrhundert | D-4-78-139-154 | Wohnstallhaus   |
| Mönchkröttendorfer Straße 6 (Standort)                                                                                               | Wohnstallhaus                                 | Zweigeschossig mit Walmdach, Fachwerk, 18./19. Jahrhundert | D-4-78-139-155 | Wohnstallhaus   |
| Mönchkröttendorfer Straße 8 (Standort)                                                                                               | Wohnstallhaus                                 | Zweigeschossig mit Walmdach, Fachwerkobergeschoss, 18./19. Jahrhundert | D-4-78-139-156 | Wohnstallhaus   |
| Mönchkröttendorfer Straße 10 (Standort)                                                                                              | Wohnstallhaus                                 | Zweigeschossig mit Walmdach, Fachwerkobergeschoss, 18./19. Jahrhundert | D-4-78-139-157 | Wohnstallhaus   |
| Mönchkröttendorfer Straße 10 (Standort)                                                                                              | Austragshaus                                  | Zweigeschossig mit Satteldach, Fachwerkobergeschoss, 18./19. Jahrhundert | D-4-78-139-157 | Austragshaus    |
| Mönchkröttendorfer Straße 14 (Standort)                                                                                              | Bildstock                                     | Sandsteinpfeiler, bezeichnet 1877, in der rundbogigen Bildnische Holzrelief um 1700 | D-4-78-139-158 | Bildstock       |
| Mönchkröttendorfer Straße 27 (Standort)                                                                                              | Wohnstallhaus                                 | Zweigeschossig langgestreckt mit Walmdach, Fachwerkobergeschoss, 18./19. Jahrhundert | D-4-78-139-159 | Wohnstallhaus   |
| Mönchkröttendorfer Straße 32 (Standort)                                                                                              | Walmdachgebäude                               | Zweigeschossig, teilweise verschiefertes Fachwerkobergeschoss, 18. Jahrhundert | D-4-78-139-160 | Walmdachgebäude |
| Spiesberg; vor der Kreuzkapelle (Standort)                                                                                           | Kreuzschlepper                                | Sandstein, auf zwei balusterförmigen Sockeln, um 1760 | D-4-78-139-364 | Kreuzschlepper  |
| Zur Kreuzkapelle 1 (Standort) | Katholische Kapelle zum Heiligen Kreuz        | Sandsteinquaderbau mit Sandsteingliederungen und Dachreiter, 1745 von Johann Thomas Nißler; mit Ausstattung. Über dem Westportal Wappen des Langheimer Abtes Stephan Mösinger (1734–1751). | D-4-78-139-161 | weitere Bilder  |
| Lange Äcker; ca. 270 m östlich der Kreuzkapelle (Standort)                                                                           | Bildstock                                     | Sandsteinsäule, vierseitiger Aufsatz, bezeichnet „1745“ | D-4-78-139-162 | Bildstock       |
| Kohlbauerplatz (Standort) | Dorflinde                                     | Mit zwei Stützenreihen, auf Sandsteinsetzungen ruhende Holzkonstruktion, Anlage des 18./19. Jahrhunderts                                                                                   | D-4-78-139-163 | Dorflinde       |
| Lange Äcker; ca. 500 m nordöstlich des Ortes an einem von der Straße nach Burkheim abzweigenden Feldweg, am Islinger Bach (Standort) | Bildstock                                     | Sandsteinpfeiler, Aufsatz mit flachen Nischen, erste Hälfte 18. Jahrhundert | D-4-78-139-339 | Bildstock       |
| Hüglersfelder; An der Straße nach Mönchkröttendorf (Standort)                                                                        | Kruzifix                                      | Sandstein, 1911/12 | D-4-78-139-341 | Kruzifix        |

### Klosterlangheim
| Lage | Objekt                                                                                         | Beschreibung | Akten-Nr.      | Bild                                                                    |
| --- | ---------------------------------------------------------------------------------------------- | --- | -------------- | ----------------------------------------------------------------------- |
| Abteistraße (Standort) | Kriegerdenkmal für die Gefallenen und Vermissten des Ersten Weltkrieges                        | Obelisk auf Postament über zweistufiger Basis, mit geschweifter Abschlussplatte, steinmetzmäßig bearbeiteter Zementguss, wohl um 1925, nach 1945 um Opfer des Zweiten Weltkrieges ergänzt und Gedenktafeln erneuert | D-4-78-139-441 | Kriegerdenkmal für die Gefallenen und Vermissten des Ersten Weltkrieges |
| Abt-Mösinger-Straße; Töpferweg; Abteistraße; Krohnestraße; Nähe Abt-Mösinger-Straße; Nähe Abteistraße; Abteistraße 10 (Standort) | Wasserführungsstollen                                                                          | Gemauerte und tonnengewölbte, teilweise baulich überprägte und mehrfach erweiterte unterirdische Kanäle des ehemaligen Zisterzienserklosters Langheim mit zugehörigen Querstollen sowie Kontroll- und Reinigungsschächten aus dem Mittelalter und der Neuzeit                                                                                              | D-4-78-139-433 | BW                                                                      |
| Abteistraße 5; Abteistraße 7 (Standort)                                                                                          | Ehemaliges Sekretariat                                                                         | Zweigeschossiger gegliederter Mansarddachbau, um 1780 von Johann Lorenz Fink | D-4-78-139-165 | weitere Bilder                                                          |
| Abteistraße 8 (Standort) | Ehemaliges Unteres Tor (Teilbau)                                                               | Walmdachbau mit Sandsteinfiguren, mittleres 18. Jahrhundert | D-4-78-139-166 | weitere Bilder                                                          |
| Abteistraße 8 (Standort) | Relief                                                                                         | Um 1600 | D-4-78-139-166 | Relief                                                                  |
| Abteistraße 10; Abteistraße 12; Abteistraße 18; Abteistraße 20 (Standort)                                                        | Ehemaliger Ökonomiehof                                                                         | Vierflügelanlage, Kern wohl um 1700, Ausbau um 1740 unter Gottfried Heinrich Krohne und um 1780 durch Lorenz Fink | D-4-78-139-168 | weitere Bilder                                                          |
| Abteistraße 15 (Standort) | Katholische Filialkirche St. Maria, Petrus und Bernhard, ehemalige Friedhofskirche St. Michael | Um 1626, nachgotischer Saalbau, Baumeister aus dem Umkreis des Giovanni Bonalino; mit Ausstattung | D-4-78-139-167 | weitere Bilder                                                          |
| Abteistraße 22 (Standort) | Ehemalige Wagenremise                                                                          | Sandsteinquaderbau mit Mansarddach, wohl zweites Viertel 18. Jahrhundert; im Norden durch einen Torbogen mit dem Ökonomiebau verbunden | D-4-78-139-169 | weitere Bilder                                                          |
| Abteistraße 26 (Standort) | Ehemalige Ochsenmühle                                                                          | Zweigeschossiger Satteldachbau, Nordgiebel zur Hälfte abgewalmt, geohrte Fenster- und Türrahmungen, bezeichnet „1794“ | D-4-78-139-171 | weitere Bilder                                                          |
| Abteistraße 26 (Standort) | Ehemaliges Backhaus                                                                            | Zweigeschossiger Satteldachbau, geohrte Fenster- und Türrahmungen, wohl 1703 | D-4-78-139-171 | Ehemaliges Backhaus                                                     |
| Abteistraße 28 (Standort) | Ehemaliges Bräuhaus                                                                            | Zweigeschossiger Satteldachbau, auf der Südostseite zur Hälfte abgewalmt, erste Hälfte 18. Jahrhundert, Bierkeller von 1584/92 | D-4-78-139-172 | weitere Bilder                                                          |
| Nähe Abt-Knauer-Straße (Standort)                                                                                                | Ehemalige Katharinenkapelle                                                                    | Langhaus erste Hälfte 13. Jahrhundert, moderner Anbau anstelle des Chores | D-4-78-139-359 | weitere Bilder                                                          |
| Abt-Mösinger-Straße 1; Abt-Mösinger-Straße 3; Abt-Mösinger-Straße 5; Abt-Mösinger-Straße 7; Abteistraße 25 (Standort)            | Ehemaliges Kloster Langheim, Konventbau                                                        | Ursprünglich Dreiflügelanlage, erhalten sind drei südliche Achsen des Westflügels und ein Teil des Südflügels mit Hoffront sowie der westliche Eckpavillon und der östliche Pavillon (Abt-Mösinger-Straße 11), dreigeschossiger Walmdachbau aus Sandsteinquadern, 1739/42 nach Plänen von Gottfried Heinrich Krohne, Überarbeitungen von Balthasar Neumann | D-4-78-139-170 | weitere Bilder                                                          |
| Abt-Mösinger-Straße 4 (Standort)                                                                                                 | Ehemaliges Schulhaus, heute Museum                                                             | Zweigeschossiger Halbwalmdachbau, wohl 18. Jahrhundert; Giebelseiten Reste der ehemaligen Alten Abtei Langheim | D-4-78-139-174 | weitere Bilder                                                          |
| Abt-Mösinger-Straße 11 (Standort)                                                                                                | Ehemaliges Kloster Langheim, östlicher Pavillon des Konventbaus                                | Dreigeschossiger Walmdachbau aus Sandsteinquadern, Priorat, 1792 von Johann Lorenz Fink, dem Südwestpavillon (Abt-Mösinger-Straße 1) entsprechend | D-4-78-139-177 | weitere Bilder                                                          |
| Frankenthaler Straße 1 (Standort)                                                                                                | Ehemalige Konsulensie                                                                          | Zweigeschossiges Mansarddachgebäude, Ecklisenen, um 1780 von Johann Lorenz Fink | D-4-78-139-178 | Ehemalige Konsulensie                                                   |
| Hopfenleite; Frankenthaler Straße in Richtung Vierzehnheiligen über den Leuchsenbach (Standort)                                  | Sandsteinbrücke                                                                                | Zweijochig mit Nischen und Postamenten über dem Mittelpfeiler, Mitte 18. Jahrhundert (Figuren Immaculata und Johannes Nepomuk seit 1816 vor der Pfarrkirche in Burgkunstadt), moderner Überbau | D-4-78-139-328 | weitere Bilder                                                          |
| Gabel; Nähe Ziegelrangen; Ziegelrangen 6 (Standort)                                                                              | Sogenannter Rindshof, ehemaliges Neues Ökonomiegebäude                                         | Langgestreckter eingeschossiger Satteldachbau aus Sandsteinquadern, 1792/98 nach Plänen von Johann Lorenz Fink | D-4-78-139-183 | Sogenannter Rindshof, ehemaliges Neues Ökonomiegebäude                  |
| Spendweg 3 (Standort) | Ehemalige Gesinde- und Handwerkerküche                                                         | Eingeschossiger Sandsteinquaderbau mit Mansarddach, vermutlich im 18. Jahrhundert errichtet | D-4-78-139-181 | Ehemalige Gesinde- und Handwerkerküche                                  |
| Töpferweg 4, 6, 8 (Standort) | Ehemalige Schmiede                                                                             | Langgestreckter Bau mit Korbbögen, 18. Jahrhundert | D-4-78-139-182 | weitere Bilder                                                          |
| Hägschlag; An der Straße nach Trieb, im Staatsforst (Standort)                                                                   | Bildstock, sogenannte Spinnerin                                                                | Sandsteinpfeiler mit Aufsatz, bezeichnet „1600“ | D-4-78-139-184 | Bildstock, sogenannte Spinnerin                                         |

### Kösten
| Lage                                                                            | Objekt                            | Beschreibung                                                                                               | Akten-Nr.      | Bild           |
| ------------------------------------------------------------------------------- | --------------------------------- | --- | -------------- | -------------- |
| Alte Dorfstraße 1 (Standort)                                                    | Satteldachhaus                    | Zweigeschossig, mit Fachwerkobergeschoss, 18. Jahrhundert                                                  | D-4-78-139-186 | Satteldachhaus |
| Alte Dorfstraße 12 (Standort)                                                   | Kapelle                           | Neugotisch, schiefergedeckter Sandsteinquaderbau mit Holzvorhalle, bezeichnet „1894“                       | D-4-78-139-331 | weitere Bilder |
| Amselweg 1 (Standort)                                                           | Wohnstallhaus                     | Eingeschossig, mit Halbwalmdach, Fachwerk, um 1800                                                         | D-4-78-139-332 | weitere Bilder |
| Leichenweg; in der Nähe des Wegs nach Stetten (Standort)                        | Bildstock                         | Sandstein, Säule mit vierseitigem Aufsatz, wohl 18. Jahrhundert                                            | D-4-78-139-373 | Bildstock      |
| Mainwiesenweg 4, Schloß-Banz-Straße 84 (Standort)                               | Fachwerkbau                       | Eingeschossig mit Halbwalmdach und Vorlaube, bezeichnet „1821“                                             | D-4-78-139-188 | Fachwerkbau    |
| Obere Heidweg; am Flurbereinigungsweg nach Schönsreuth (Standort)               | Bildhäuschen                      | Sandstein, bezeichnet „1855“                                                                               | D-4-78-139-372 | Bildhäuschen   |
| Schloß-Banz-Straße 80 (Standort)                                                | Dreiseithof                       | Eingeschossiges giebelständiges Wohnstallhaus mit Satteldach, Fachwerkgiebel, um 1800                      | D-4-78-139-350 | weitere Bilder |
| Schloß-Banz-Straße 80 (Standort)                                                | Dreiseithof                       | Scheune mit Satteldach auf der rückwärtigen Grundstücksgrenze                                              | D-4-78-139-350 | BW             |
| Schloß-Banz-Straße 80 (Standort)                                                | Dreiseithof                       | Stall mit Satteldach und Fachwerkobergeschoss gegenüber dem Wohnstallhaus                                  | D-4-78-139-350 | Dreiseithof    |
| Schloß-Banz-Straße 84 (Standort)                                                | Bildstock                         | Sandstein, Pfeiler mit vierseitigem Aufsatz, bezeichnet „1701“                                             | D-4-78-139-190 | weitere Bilder |
| Schloß-Banz-Straße, an Abzweigung Mainwiesenweg (Standort)                      | Bildhäuschen                      | Sandsteinädikula mit Rundgiebel, erste Hälfte 18. Jahrhundert                                              | D-4-78-139-318 | Bildhäuschen   |
| Schloß-Banz-Straße; Mainwiesenweg; an der Brücke über den Weiherbach (Standort) | Figur des Heiligen Johann Nepomuk | Sandstein, bezeichnet „1784“                                                                               | D-4-78-139-191 | weitere Bilder |
| Schloß-Banz-Straße 61; an der Brücke über den Weiherbach (Standort)             | Holzkruzifix                      | In Metalleinfriedung, bezeichnet „1885“                                                                    | D-4-78-139-329 | Holzkruzifix   |
| Kreisstraße LIF 2; An der Straße nach Banz (Standort)                           | Bildstock                         | Sandstein, gewundene Säule mit ionischem Kapitell, vierseitiger Aufsatz, um 1700                           | D-4-78-139-192 | weitere Bilder |
| Oberstück; Am Feldweg nach Reundorf (Standort)                                  | Bildstock                         | Sandstein, gewundene Säule mit vierseitigem Aufsatz, um 1700, Aufsatz wohl Erneuerung des 19. Jahrhunderts | D-4-78-139-193 | weitere Bilder |

### Köttel
| Lage                                              | Objekt         | Beschreibung                     | Akten-Nr.      | Bild           |
| ------------------------------------------------- | -------------- | -------------------------------- | -------------- | -------------- |
| Am Gehring 5 (Standort)                           | Ausstattung    | In katholischer Kapelle von 1937 | D-4-78-139-195 | Ausstattung    |
| Bank; ca. 500 m nordwestlich des Ortes (Standort) | Kreuzschlepper | Sandstein, bezeichnet „1761“     | D-4-78-139-196 | Kreuzschlepper |

### Lahm bei Lichtenfels
| Lage                     | Objekt      | Beschreibung                                | Akten-Nr.      | Bild        |
| ------------------------ | ----------- | ------------------------------------------- | -------------- | ----------- |
| Traufelder 12 (Standort) | Ausstattung | 17.–19. Jahrhundert in der Kapelle von 1953 | D-4-78-139-198 | Ausstattung |

### Langheim
| Lage                | Objekt    | Beschreibung | Akten-Nr.      | Bild      |
| ------------------- | --------- | --- | -------------- | --------- |
| Spendweg (Standort) | Wegkreuz  | Sogenanntes Weißes Kreuz an der ehemaligen Chaussee von Langheim nach Vierzehnheiligen, bezeichnet „1901“                                  | D-4-78-139-429 | Wegkreuz  |
| Spendweg (Standort) | Bildstock | Ionische Säule auf Postament, laternenartiger Aufsatz mit Segmentbogengiebeln und vier Bildnischen, spätes 17. oder frühes 18. Jahrhundert | D-4-78-139-430 | Bildstock |

### Mistelfeld
| Lage                                                                                             | Objekt                              | Beschreibung | Akten-Nr.      | Bild                              |
| ------------------------------------------------------------------------------------------------ | ----------------------------------- | --- | -------------- | --------------------------------- |
| Am Hahn 12 (Standort)                                                                            | Wohnstallhaus                       | Zweigeschossig mit Satteldach, Fachwerk, 18. Jahrhundert, Erdgeschoss zum Teil verändert                                                 | D-4-78-139-199 | Wohnstallhaus                     |
| Der Hohensteigweg im Heidelsberg; Hohenstein; Linseneggetenweg; Tännig (Standort)                | Grenzsteine des Klosters Langheim   | Sandstein; im Wald zwischen Mistelfeld und Degendorf, entlang der Gemarkungsgrenze                                                       | D-4-78-139-424 | Grenzsteine des Klosters Langheim |
| Gustav-Weiß-Straße 9 (Standort)                                                                  | Walmdachhaus                        | Zweigeschossig, verschiefertes Fachwerkobergeschoss, im Erdgeschoss Sandsteingliederungen, frühes 18. Jahrhundert                        | D-4-78-139-200 | Walmdachhaus                      |
| Gustav-Weiß-Straße 12 (Standort)                                                                 | Wohnstallhaus                       | Zweigeschossig mit Walmdach, Fachwerk, teilweise Verschieferung des Obergeschosses mit Resten von Bemalung, erste Hälfte 19. Jahrhundert | D-4-78-139-363 | Wohnstallhaus                     |
| Johannesweg 2 (Standort)                                                                         | Heiliger Johannes Nepomuk           | Sandstein, Mitte 18. Jahrhundert | D-4-78-139-201 | Heiliger Johannes Nepomuk         |
| Klosterlangheimer Straße 16 (Standort)                                                           | Walmdachbau                         | Zweigeschossig, Fachwerk, Obergeschoss verschiefert mit Resten von Bemalung, 1833                                                        | D-4-78-139-202 | Walmdachbau                       |
| Leo-Veth-Straße 1; an der Kirche (Standort)                                                      | Bildstock                           | Sandsteinpfeiler mit dreiseitig geschlossenem Aufsatz, Mitte 16. Jahrhundert                                                             | D-4-78-139-215 | Bildstock                         |
| Leo-Veth-Straße 1 (Standort)                                                                     | Katholische Pfarrkirche St. Andreas | Chorturm und Kern des Langhauses 1319/1346, Umbau 1866, Westteil des Langhauses auf hoher Substruktion; mit Ausstattung                  | D-4-78-139-203 | weitere Bilder                    |
| Leo-Veth-Straße 5 (Standort)                                                                     | Walmdachbau                         | Zweigeschossig, Fachwerk, teilweise Verschieferung, 18./19. Jahrhundert                                                                  | D-4-78-139-204 | Walmdachbau                       |
| Leo-Veth-Straße 5 (Standort)                                                                     | Heiliger Johann Nepomuk             | Sandstein, zweites Viertel 18. Jahrhundert                                                                                               | D-4-78-139-204 | Heiliger Johann Nepomuk           |
| Leo-Veth-Straße 7 (Standort)                                                                     | Pfarrhaus                           | Zweigeschossiger Walmdachbau mit Ecklisenen, frühes 19. Jahrhundert                                                                      | D-4-78-139-205 | Pfarrhaus                         |
| Leo-Veth-Straße 16 (Standort)                                                                    | Wohnstallfachwerkbau                | Zweigeschossig mit Walmdach, 18./19. Jahrhundert                                                                                         | D-4-78-139-206 | Wohnstallfachwerkbau              |
| Leo-Veth-Straße 18 (Standort)                                                                    | Mansarddachgebäude                  | Zweigeschossig, Fachwerkobergeschoss, Sandsteingliederungen im Erdgeschoss, frühes 19. Jahrhundert                                       | D-4-78-139-207 | Mansarddachgebäude                |
| Leo-Veth-Straße 26 (Standort)                                                                    | Wohnhaus                            | Zweigeschossig mit abgewalmten Satteldach, Fachwerkobergeschoss, 18./19. Jahrhundert                                                     | D-4-78-139-208 | Wohnhaus                          |
| Leo-Veth-Straße 27, 27a (Standort)                                                               | Wohnhaus                            | Zweigeschossig mit Walmdach, verputztes Fachwerkobergeschoss, 17./18. Jahrhundert                                                        | D-4-78-139-209 | Wohnhaus                          |
| Leo-Veth-Straße 38; in der Leo-Veth-Straße an der Abzweigung Lehenweg (Standort)                 | Bildstock                           | Sandsteinsäule, Aufsatz mit eingezogenem Rundbogen, 18. Jahrhundert                                                                      | D-4-78-139-216 | Bildstock                         |
| Leo-Veth-Straße 42 (Standort)                                                                    | Wohnstallhaus                       | Zweigeschossig mit Walmdach, Fachwerkobergeschoss, Erdgeschoss mit Sandsteingliederungen, wohl 18. Jahrhundert                           | D-4-78-139-210 | Wohnstallhaus                     |
| Leo-Veth-Straße 48 (Standort)                                                                    | Wohnstallhaus                       | Eingeschossig mit abgewalmtem Mansarddach, Fachwerkgiebel, spätes 18. Jahrhundert                                                        | D-4-78-139-211 | Wohnstallhaus                     |
| Leo-Veth-Straße 49 (Standort)                                                                    | Wohnstallhaus                       | Zweigeschossig mit Satteldach, verputztes Fachwerkobergeschoss, wohl 18. Jahrhundert                                                     | D-4-78-139-212 | Wohnstallhaus                     |
| Leo-Veth-Straße 50 (Standort)                                                                    | Walmdachbau                         | Zweigeschossig, Fachwerkobergeschoss, im Erdgeschoss Eckpilaster, mittleres 18. Jahrhundert                                              | D-4-78-139-213 | Walmdachbau                       |
| Mistelweg 17 (Standort)                                                                          | Gasthaus Fischer                    | Zweigeschossiger Satteldachbau, Fachwerkobergeschoss, 18. Jahrhundert                                                                    | D-4-78-139-214 | Gasthaus Fischer                  |
| Mühlengrund 1; an der Straße nach Klosterlangheim (Standort)                                     | Bildstock                           | Sandsteinpfeiler mit eingezogenem rundbogig geschlossenem Aufsatz, 18. Jahrhundert                                                       | D-4-78-139-217 | Bildstock                         |
| Nähe Leo-Veth-Straße; am Feldweg nach Klosterlangheim (Standort)                                 | Bildstock                           | Sandsteinsäule, 18. Jahrhundert | D-4-78-139-218 | Bildstock                         |
| Spendweg; ca. 1 km südwestlich des Ortes, am Waldweg Klosterlangheim-Vierzehnheiligen (Standort) | Bildstock                           | Sandstein, Vierkantsocke, Säule mit ionischem Kapitell, vierseitiger Aufsatz, 18. Jahrhundert                                            | D-4-78-139-219 | Bildstock                         |
| Löwenbrunnen; ca. 2 km ostnordöstlich vom Ort (Standort)                                         | Bildstock                           | Sogenannte Albertsmater, Sandstein, gebauchter Sockel, Säule, vierseitiger Aufsatz, bezeichnet „1708“ und „1858“                         | D-4-78-139-220 | Bildstock                         |

### Mönchkröttendorf
| Lage                       | Objekt                             | Beschreibung                                                                           | Akten-Nr.      | Bild                               |
| -------------------------- | ---------------------------------- | -------------------------------------------------------------------------------------- | -------------- | ---------------------------------- |
| Lahmer Straße 8 (Standort) | Katholische Kapelle Maria Dolorosa | Satteldachbau mit Dachreiter, Sandsteingliederungen, neugotisch, 1874; mit Ausstattung | D-4-78-139-221 | Katholische Kapelle Maria Dolorosa |

### Nassanger
| Lage                   | Objekt                                                              | Beschreibung | Akten-Nr.      | Bild                                                                |
| ---------------------- | ------------------------------------------------------------------- | --- | -------------- | ------------------------------------------------------------------- |
| Nassanger 2 (Standort) | Gutshof, ehemaliger Wirtschafts- und Lagerhof des Klosters Langheim | Ringförmig um einen elliptischen Hof angelegter, dreigeschossiger Putzbau, 1692/93 vermutlich nach Plänen von Johann Leonhard Dientzenhofer | D-4-78-139-223 | Gutshof, ehemaliger Wirtschafts- und Lagerhof des Klosters Langheim |

### Oberlangheim
| Lage                                                                              | Objekt                          | Beschreibung                                                                           | Akten-Nr.      | Bild                            |
| --------------------------------------------------------------------------------- | ------------------------------- | -------------------------------------------------------------------------------------- | -------------- | ------------------------------- |
| An der Schwedenschanze 12 (Standort)                                              | Walmdachhaus                    | Zweigeschossig, Fachwerk, 18./19. Jahrhundert                                          | D-4-78-139-224 | Walmdachhaus                    |
| An der Schwedenschanze 23 (Standort)                                              | Katholische Kapelle St. Michael | 1907, gotisierend; mit Ausstattung                                                     | D-4-78-139-225 | Katholische Kapelle St. Michael |
| Steigmaas; Von Uetzing nach Oberlangheim; ca. 500 m westlich des Ortes (Standort) | Bildstock                       | Sandsteinpfeiler des vorgeschrittenen 19. Jahrhunderts, Aufsatz dachförmig geschlossen | D-4-78-139-226 | Bildstock                       |

### Oberwallenstadt
| Lage                                                     | Objekt                                                | Beschreibung                                                                        | Akten-Nr.      | Bild                                                  |
| -------------------------------------------------------- | ----------------------------------------------------- | ----------------------------------------------------------------------------------- | -------------- | ----------------------------------------------------- |
| Krappenrother Straße, an der Bundesstraße 173 (Standort) | Gedenkkreuz für den Chauffeur des Prinzen von Preußen | Sandstein, 1908                                                                     | D-4-78-139-356 | Gedenkkreuz für den Chauffeur des Prinzen von Preußen |
| Bischofshof; Ortsmitte (Standort)                        | Bildstock                                             | Sandstein, Sockel, ionisches Kapitell und zweiseitiger Aufsatz, 17./18. Jahrhundert | D-4-78-139-228 | Bildstock                                             |

### Reundorf
| Lage                                                                                 | Objekt       | Beschreibung | Akten-Nr.      | Bild         |
| ------------------------------------------------------------------------------------ | ------------ | --- | -------------- | ------------ |
| Christ-König-Platz 7 (Standort)                                                      | Gemeindehaus | Zweigeschossiger Walmdachbau mit Fachwerkobergeschoss, Zierfachwerkgiebel und Dachreiter, 1701, Dachreiter 1732 | D-4-78-139-230 | Gemeindehaus |
| Hofstraße 2 (Standort)                                                               | Bildstock    | Sandstein, gewundene Säule mit Weinranken, ionisches Kapitell und vierseitiger Aufsatz, 17. Jahrhundert         | D-4-78-139-232 | Bildstock    |
| Nähe Christ-König-Platz; Vor Schönbrunner Straße 1, am südlichen Ortsrand (Standort) | Bildhäuschen | Sandstein, Rundbogennische und Holzfigur, bezeichnet „1716“, am Sockel Kriegergedenktafel für 1914–1918         | D-4-78-139-231 | Bildhäuschen |
| Gemeindeanger; am Weg nach Seubelsdorf, in der Nähe der Brücke (Standort)            | Bildstock    | Sandstein, Säule mit vierseitigem Aufsatz, 17./18. Jahrhundert                                                  | D-4-78-139-233 | Bildstock    |

### Roth
| Lage                                                       | Objekt                                   | Beschreibung | Akten-Nr.      | Bild                                     |
| ---------------------------------------------------------- | ---------------------------------------- | --- | -------------- | ---------------------------------------- |
| Schafhof 9 (Standort)                                      | Sogenannter Steinhof                     | Zweigeschossiges Wohnstallhaus mit Walmdach, Fachwerkobergeschoss, 17./18. Jahrhundert, Sandsteinrelief bezeichnet „1700“ | D-4-78-139-235 | Sogenannter Steinhof                     |
| Schafhof 10 (Standort)                                     | Wohnstallhaus                            | Zweigeschossig mit Walmdach, verkleidetes Fachwerkobergeschoss, 1850                                                      | D-4-78-139-236 | Wohnstallhaus                            |
| Büschlein 2 (Standort)                                     | Katholische Kapelle zur Heiligen Familie | Neugotischer Sandsteinquaderbau mit Dachreiter, spätes 19. Jahrhundert; mit Ausstattung                                   | D-4-78-139-237 | Katholische Kapelle zur Heiligen Familie |
| Schöneck 17 (Standort)                                     | Wohnstallhaus                            | Zweigeschossig mit Walmdach, teilweise verschiefertes Fachwerkobergeschoss, 18./19. Jahrhundert                           | D-4-78-139-238 | Wohnstallhaus                            |
| Schulleite; ca. 1,5 km ostnordöstlich des Ortes (Standort) | Bildstock                                | Sandsteinsäule, Aufsatz mit flachen Bildnischen, bezeichnet „1721“                                                        | D-4-78-139-239 | Bildstock                                |
| Schulleite; ca. 1,5 km ostnordöstlich des Ortes (Standort) | Grenzstein                               | Sandstein, rundbogig geschlossen, wohl 18. Jahrhundert                                                                    | D-4-78-139-240 | Grenzstein                               |

### Rothmannsthal
| Lage                                                                                   | Objekt                                                   | Beschreibung | Akten-Nr.      | Bild           |
| -------------------------------------------------------------------------------------- | -------------------------------------------------------- | --- | -------------- | -------------- |
| Fichtenau 2 (Standort)                                                                 | Katholische Kuratiekirche Aufnahme Mariens in den Himmel | Chorturm im Kern 14. Jahrhundert, tonnengewölbtes Langhaus 1745 von Dionys Finsterwalder; mit Ausstattung                        | D-4-78-139-241 | weitere Bilder |
| Fichtenau 2 (Standort)                                                                 | Friedhof                                                 | Ummauerung, 18. Jahrhundert | D-4-78-139-241 | Friedhof       |
| Fichtenau 2 (Standort)                                                                 | Ölberg                                                   | 1721 von Dionys Finsterwalder | D-4-78-139-241 | Ölberg         |
| Zum Hohenberg 3 (Standort)                                                             | Nebengebäude                                             | Zweigeschossiges mit Satteldach, Fachwerkobergeschoss, 17./18. Jahrhundert                                                       | D-4-78-139-242 | Nebengebäude   |
| Zum Hohenberg 8 (Standort)                                                             | Wohnstallhaus                                            | Zweigeschossig mit Satteldach, Fachwerkobergeschoss, in der Giebelfront Zierfachwerk des 18. Jahrhunderts, Erdgeschoss verändert | D-4-78-139-243 | Wohnstallhaus  |
| Nähe Zum Hohenberg; im Ort, an der Abzweigung Leibesgrund und Zum Hohenberg (Standort) | Brunnen                                                  | Runder Brunnentrog aus Sandsteinquadern, wohl 18. Jahrhundert, Brunnenhaus modern                                                | D-4-78-139-244 | Brunnen        |
| Fichtenau; an der Abzweigung nach Wattendorf (Standort)                                | Bildstock                                                | Kurze Sandsteinsäule, Aufsatz mit flachen Nischen, um 1800                                                                       | D-4-78-139-245 | Bildstock      |
| Burg; Der Mährenhüller Fahrweg; An der Straße nach Wattendorf (Standort)               | Bildstock                                                | Sandsteinsäule, rundbogig geschlossener Aufsatz, bezeichnet „1602“                                                               | D-4-78-139-246 | Bildstock      |

### Schney
| Lage                                 | Objekt                                                | Beschreibung | Akten-Nr.      | Bild                     |
| ------------------------------------ | ----------------------------------------------------- | --- | -------------- | ------------------------ |
| Am Lauersberg 1 (Standort)           | Walmdachbau                                           | Zweigeschossig mit Fachwerkobergeschoss, Ecklisenen im Erdgeschoss, 18./19. Jahrhundert | D-4-78-139-247 | Walmdachbau              |
| Am Lauersberg 9 (Standort)           | Satteldachhaus                                        | Zweigeschossig, verputzter Fachwerkgiebel, erste Hälfte 19. Jahrhundert | D-4-78-139-248 | Satteldachhaus           |
| Am Lauersberg 11 (Standort)          | Satteldachhaus                                        | Zweigeschossig in Ecklage, verschiefertes Fachwerkobergeschoss, 18. Jahrhundert | D-4-78-139-249 | Satteldachhaus           |
| Am Lauersberg 19 (Standort)          | Gasthaus zum Goldenen Anker                           | Zweigeschossiger Walmdachbau, verputztes Fachwerkobergeschoss, zweite Hälfte 18. Jahrhundert | D-4-78-139-250 | weitere Bilder           |
| Am Lauersberg 22 (Standort)          | Gasthaus zum Doppelten Adler                          | Zweigeschossiger verputzter Satteldachbau, Wappen bezeichnet „1575“ | D-4-78-139-251 | weitere Bilder           |
| Am Lauersberg 32 (Standort)          | Walmdachbau                                           | Zweigeschossig, Fachwerk, Erdgeschoss teilweise massiv, 18./19. Jahrhundert | D-4-78-139-252 | weitere Bilder           |
| Friedrich-Ebert-Straße 9 (Standort)  | Katholische Kapelle St. Heinrich und Kunigunda        | Verputzter Satteldachbau mit Dachreiter, eingezogener Chor, 1902 nach Plänen von Johann Graebner | D-4-78-139-253 | weitere Bilder           |
| Friedrich-Ebert-Straße 31 (Standort) | Ehemalige Porzellanfabrik                             | Gegründet 1782, zweigeschossiger Walmdachbau mit zweiachsigen Risaliten, 1827 (aus Abbruchmaterial des Klosters Langheim)                                                                                          | D-4-78-139-254 | weitere Bilder           |
| Friedrich-Ebert-Straße 86 (Standort) | Halbwalmdachhaus                                      | Zweigeschossig, traufseitig, verputztes Fachwerkobergeschoss, 18./19. Jahrhundert | D-4-78-139-256 | Halbwalmdachhaus         |
| Friedrich-Ebert-Straße 93 (Standort) | Walmdachbau                                           | Zweigeschossig, verkleidet, erste Hälfte 19. Jahrhundert | D-4-78-139-257 | BW                       |
| Friedrich-Ebert-Straße 99 (Standort) | Walmdachbau                                           | Zweigeschossig verschiefert, Fachwerk, im Erdgeschoss teilweise massiv, 18./19. Jahrhundert | D-4-78-139-259 | Walmdachbau              |
| Hermann-Müller-Straße 4 (Standort)   | Südliches Torhaus                                     | Zweigeschossiger Mansarddachbau mit Fachwerkobergeschoss, 1764 | D-4-78-139-260 | weitere Bilder           |
| Hermann-Müller-Straße 9 (Standort)   | Walmdachhaus                                          | Zweigeschossig, verputztes Fachwerkobergeschoss, 18./19. Jahrhundert | D-4-78-139-261 | Walmdachhaus             |
| Hermann-Müller-Straße 11 (Standort)  | Walmdachbau                                           | Zweigeschossig, verputzt, 18. Jahrhundert | D-4-78-139-262 | Walmdachbau              |
| Lichtenfelser Weg 26 (Standort)      | Brauerei                                              | Zweiflügeliger zwei- und dreigeschossiger Bau mit Walmdächern, Sandsteinquader, zweite Hälfte 19. Jahrhundert; mit technischer Ausstattung; zugehörig Brunnen und Brauereikeller                                   | D-4-78-139-333 | BW                       |
| Neuensorger Straße 1 (Standort)      | Halbwalmdachgebäude                                   | Zweigeschossig mit Kniestock, Fachwerkobergeschoss, Erkervorbau, Treppenhausturm, Mitte 19. Jahrhundert | D-4-78-139-263 | Halbwalmdachgebäude      |
| Rabenstein 15 (Standort)             | Pfarrhaus                                             | 1680/81, Satteldachbau mit Fachwerkobergeschoss; davor Reste der Ortsbefestigung mit Kellergeschoss des ehemaligen Kantorats, Sandsteinquader                                                                      | D-4-78-139-264 | weitere Bilder           |
| Schloßplatz 1 (Standort)             | Nördliches Torhaus                                    | Zweigeschossiger Walmdachbau, verschiefertes Obergeschoss, 18. Jahrhundert, über älterem Kern | D-4-78-139-265 | weitere Bilder           |
| Schloßplatz 5 (Standort)             | Ehemaliges Rathaus                                    | Zweigeschossiger verputzter Walmdachbau, 18. Jahrhundert | D-4-78-139-266 | weitere Bilder           |
| Schloßplatz 8 (Standort)             | Schloss Schney                                        | Hauptgebäude bestehend aus einem dreigeschossigen Walmdachbau mit Eckquaderung, 1680/90, zweigeschossiger Ostflügel mit Walmdach, polygonaler Erker, im Kern um 1700, zweigeschossiger Nordflügel, im Kern um 1378 | D-4-78-139-267 | weitere Bilder           |
| Schloßplatz 8 (Standort)             | Schloss Schney                                        | Rundbogiges Hoftor, Sandstein, wohl Anfang 18. Jahrhundert | D-4-78-139-267 | Schloss Schney           |
| Schloßplatz 10 (Standort)            | Evangelisch-lutherische Pfarrkirche St. Maria         | Ehemalige Chorturmkirche, Langhaus mit Flachdecke, Sandsteinquaderbau, dreigeschossiger Turm, im Kern spätes 15. Jahrhundert, Langhaus 1837–40                                                                     | D-4-78-139-268 | weitere Bilder           |
| Steingasse 3 (Standort)              | Walmdachbau                                           | Zweigeschossig, Fachwerkobergeschoss, spätes 18. Jahrhundert | D-4-78-139-269 | Walmdachbau              |
| Steingasse 6 (Standort)              | Walmdachbau                                           | Zweigeschossig, verputztes Fachwerkobergeschoss, 18. Jahrhundert | D-4-78-139-270 | Walmdachbau              |
| Steingasse 8 (Standort)              | Ehemaliges Wohnstallhaus                              | Zweigeschossig mit Walmdach, Erdgeschoss verändert, Fachwerkobergeschoss, bezeichnet „1787“ | D-4-78-139-271 | Ehemaliges Wohnstallhaus |
| Steingasse 9 (Standort)              | Walmdachhaus                                          | Zweigeschossig, verkleidetes Fachwerkobergeschoss, frühes 19. Jahrhundert | D-4-78-139-272 | Walmdachhaus             |
| Steingasse 14 (Standort)             | Walmdachhaus                                          | Zweigeschossig mit Fachwerkobergeschoss, frühes 19. Jahrhundert | D-4-78-139-273 | Walmdachhaus             |
| Steingasse 16 (Standort)             | Fachwerkbau                                           | Zweigeschossig mit Mansarddach, um 1800 | D-4-78-139-274 | weitere Bilder           |
| Weinbergstraße 1 (Standort)          | Evangelisch-lutherische Friedhofskapelle St. Antonius | Flachgedeckter Saal über rechteckigem Grundriss, Sandsteinquaderbau mit Fachwerkgiebel, Dachreiter, 1706/73 über Kern von 1662; mit Ausstattung                                                                    | D-4-78-139-275 | weitere Bilder           |
| Weinbergstraße 1 (Standort)          | Friedhof                                              | Mit Friedhofsummauerung, wohl 18. Jahrhundert, mit Grabdenkmälern | D-4-78-139-275 | BW                       |

### Schönsreuth
| Lage                             | Objekt      | Beschreibung                                                          | Akten-Nr.      | Bild        |
| -------------------------------- | ----------- | --------------------------------------------------------------------- | -------------- | ----------- |
| Hühnerberg 5 (Standort)          | Fachwerkbau | Eingeschossig mit Satteldach, erste Hälfte 19. Jahrhundert            | D-4-78-139-277 | Fachwerkbau |
| Schönsreuther Mühle 1 (Standort) | Mühle       | Zweigeschossiger Walmdachbau, Fachwerkobergeschoss, bezeichnet „1844“ | D-4-78-139-278 | Mühle       |

### Seubelsdorf
| Lage                                                                                                   | Objekt                                     | Beschreibung | Akten-Nr.      | Bild                                       |
| --- | ------------------------------------------ | --- | -------------- | ------------------------------------------ |
| Alte Bamberger Straße 4 (Standort)                                                                     | Hoftor                                     | Drei Sandsteinpfeiler, geschweifte Aufsätze mit Kugeln, bezeichnet „1764“ | D-4-78-139-281 | Hoftor                                     |
| Alte Bamberger Straße, an der Abzweigung Obere Dorfstraße (Standort)                                   | Kriegerdenkmal für 1914–1918 und 1939–1945 | 1921 errichtet, 1953 erweitert | D-4-78-139-367 | Kriegerdenkmal für 1914–1918 und 1939–1945 |
| Nähe Alte Bamberger Straße, vor Nr. 7 (Standort)                                                       | Heiliger Johannes Nepomuk                  | Sandsteinfigur, 18. Jahrhundert | D-4-78-139-282 | Heiliger Johannes Nepomuk                  |
| Obere Dorfstraße 5 (Standort)                                                                          | Dorfbrunnen                                | Sandstein, runder gebauchter Brunnentrog, 18. Jahrhundert | D-4-78-139-283 | Dorfbrunnen                                |
| Obere Dorfstraße 13 (Standort)                                                                         | Ehemaliges Gemeindehaus                    | Eingeschossiger Satteldachbau mit Dachreiter, 18. Jahrhundert | D-4-78-139-284 | Ehemaliges Gemeindehaus                    |
| Rudolf-Diesel-Straße, an der Straße nach Bad Staffelstein, bei der Abzweigung nach Reundorf (Standort) | Kreuzstein                                 | Sandstein, 17. Jahrhundert | D-4-78-139-288 | Kreuzstein                                 |
| Siedlerstraße 12 (Standort)                                                                            | Kreuzwegstation                            | Kreuzweg von der Spitalkirche Lichtenfels zur Wallfahrtskirche nach Vierzehnheiligen, sieben Stationsreliefs, Sandstein, 1714; vierte Station, im Relief Geißelung Christi                 | D-4-78-139-368 | Kreuzwegstation                            |
| Vierzehnheiligenweg; ca. 800 m südlich des Ortes, in der Nähe des Sportplatzes (Standort)              | Bildstock                                  | Sandstein, Sockel mit Reliefs, vierseitiger Aufsatz, frühes 18. Jahrhundert, neue Säule | D-4-78-139-366 | Bildstock                                  |
| Vierzehnheiligenweg; ca. einen Kilometer südlich des Ortes (Standort)                                  | Bildstock                                  | Sandstein, gewundene Säule mit ionischem Kapitell, vierseitiger Aufsatz, 17./18. Jahrhundert                                                                                               | D-4-78-139-286 | Bildstock                                  |
| Vierzehnheiligenweg; ca. einen Kilometer südlich des Ortes (Standort)                                  | Kreuzwegstation                            | Kreuzweg von der Spitalkirche Lichtenfels zur Wallfahrtskirche nach Vierzehnheiligen, sieben Stationsreliefs, Sandstein, 1714; fünfte Station, im Relief Christi Fall und heilige Veronika | D-4-78-139-368 | Kreuzwegstation                            |

### Stetten
| Lage                                                     | Objekt        | Beschreibung | Akten-Nr.      | Bild          |
| -------------------------------------------------------- | ------------- | --- | -------------- | ------------- |
| Mönchsberg; Kreuzung Mönchsberg/Schmiedsgasse (Standort) | Kruzifix      | Sandstein, 1899 | D-4-78-139-360 | Kruzifix      |
| Mönchsberg 6 (Standort)                                  | Wohnstallhaus | Eingeschossig, verschiefert mit Halbwalmdach und traufseitiger Laube, um 1800                                                      | D-4-78-139-334 | Wohnstallhaus |
| Mönchsberg 20 (Standort)                                 | Schulhaus     | Zweigeschossiger Walmdachbau mit Dachreiter, Sandsteingliederungen, 1809–1810 unter Leitung von Ferdinand Freiherr von Hohenhausen | D-4-78-139-290 | Schulhaus     |
| Stiftstraße 22 (Standort)                                | Fachwerkbau   | Zweigeschossig mit abgewalmtem Satteldach, Obergeschoss verschiefert, frühes 19. Jahrhundert                                       | D-4-78-139-289 | Fachwerkbau   |
| Stiftstraße 28 (Standort)                                | Wohnstallhaus | Eingeschossig, verschiefert, mit Halbwalmdach, um 1800                                                                             | D-4-78-139-335 | Wohnstallhaus |
| Schmidsäcker; gegenüber Stiftstraße 19 (Standort)        | Bildstock     | Mit tiefer Nische und kleeblattbogigem Abschluss, Sandstein, 18. Jahrhundert                                                       | D-4-78-139-291 | Bildstock     |
| Schmidsäcker; am Fußweg nach Banz (Standort)             | Bildstock     | Mit tiefer Nische und kleeblattbogigem Abschluss, Sandstein, wohl 1751                                                             | D-4-78-139-292 | Bildstock     |
| Unterer Eichweg; am Weg nach Altenbanz (Standort)        | Bildstock     | Sandstein, quadratischer Sockel mit Säule, vierseitiger Aufsatz, 18. Jahrhundert                                                   | D-4-78-139-293 | Bildstock     |

### Tiefenroth
| Lage                                                     | Objekt                | Beschreibung                                                                                              | Akten-Nr.      | Bild                  |
| -------------------------------------------------------- | --------------------- | --- | -------------- | --------------------- |
| Birkacher Straße 5 (Standort)                            | Gemeindehaus          | Eingeschossiger Sandsteinquaderbau mit Satteldach und Dachreiter, um 1860                                 | D-4-78-139-336 | Gemeindehaus          |
| Birkacher Straße 5 (Standort)                            | Gemeindebackhaus      | Sandsteinquaderbau mit Satteldach, Ende 19. Jahrhundert                                                   | D-4-78-139-336 | Gemeindebackhaus      |
| Birkacher Straße 10 (Standort)                           | Fachwerkwohnhaus      | Zweigeschossig, verschiefert, mit Halbwalmdach, erste Hälfte 19. Jahrhundert                              | D-4-78-139-337 | Fachwerkwohnhaus      |
| Gnellenrother Straße 2 (Standort)                        | Wohnstallhaus         | Eingeschossig mit Satteldach und Zwerchhaus, Fachwerk, Verschieferung, Laube, 19. Jahrhundert             | D-4-78-139-296 | Wohnstallhaus         |
| Zilgendorfer Weg 5 (Standort)                            | Nebengebäude          | Eingeschossig, mit Satteldach, wohl noch 17. Jahrhundert                                                  | D-4-78-139-298 | Nebengebäude          |
| Bei Tiefenroth; nördlich des Ortes (Standort)            | Bildstock             | Sandstein, rechteckiger Sockel mit ionischer Säule und Aufsatz mit flacher Nische, frühes 18. Jahrhundert | D-4-78-139-299 | Bildstock             |
| Bärnreuter; Ca. 500 m westlich des Ortsrandes (Standort) | Bildstock             | Sandstein, rechteckiger Sockel mit Flachreliefs am Aufsatz, 17./18. Jahrhundert                           | D-4-78-139-300 | Bildstock             |
| Bärnreuter; ca. 500 m westlich des Ortsrandes (Standort) | Zwei Sandsteinplatten | Mit Reliefs, 17./18. Jahrhundert                                                                          | D-4-78-139-301 | Zwei Sandsteinplatten |
| Bärnreuter (Standort)                                    | Kruzifix              | Sandstein, am Sockel Schwarzglasplatte, 1893                                                              | D-4-78-139-361 | Kruzifix              |

### Trieb
| Lage | Objekt                                                | Beschreibung | Akten-Nr.      | Bild                             |
| --- | ----------------------------------------------------- | --- | -------------- | -------------------------------- |
| Berghof 2 (Standort)                                                                                    | Wohnhaus                                              | Eingeschossig mit englisch beeinflusstem Fachwerkkniestock und Halbwalmdachungen, bezeichnet „1868“ und „1898“; ehemals zum Gutshof gehörig       | D-4-78-139-338 | weitere Bilder                   |
| Berghof 13 (Standort)                                                                                   | Gutshof, ehemalige Hofmeisterei des Klosters Langheim | Zweigeschossiger Sandsteinquaderbau mit Walmdach, bezeichnet „1727“                                                                               | D-4-78-139-302 | weitere Bilder                   |
| Berghof 13 (Standort)                                                                                   | Gutshof                                               | Ein- und zweigeschossige Flügelbauten mit Walmdach, bezeichnet „1733“ und „1745“                                                                  | D-4-78-139-302 | BW                               |
| Berghof 13 (Standort)                                                                                   | Gutshof                                               | Stallgebäude, eingeschossiger Walmdachbau, 18. Jahrhundert                                                                                        | D-4-78-139-302 | BW                               |
| Berghof 13 (Standort)                                                                                   | Gutshof                                               | Hofbrunnen mit Sandsteinfigur Heiliger Johann Nepomuk, Mitte 18. Jahrhundert                                                                      | D-4-78-139-302 | Gutshof                          |
| Berghof 13 (Standort)                                                                                   | Gutshof                                               | Gartenbrunnen, um 1787 | D-4-78-139-302 | BW                               |
| Berghof 13 (Standort)                                                                                   | Gutshof, Siloturm                                     | Zylindrischer fensterloser Turm mit Kegeldach, um 1900                                                                                            | D-4-78-139-302 | Gutshof, Siloturm                |
| Holzleite; am Weg nach Klosterlangheim (Standort)                                                       | Grenzstein des Klosters Langheim                      | Sandstein | D-4-78-139-423 | Grenzstein des Klosters Langheim |
| Karolinenstraße 24 (Standort)                                                                           | Satteldachhaus                                        | Zweigeschossig mit Fachwerkobergeschoss, Fachwerkobergeschoss, bezeichnet „1680“ (modern), über einem Untergeschoss von 1906 aus Sandsteinquadern | D-4-78-139-303 | weitere Bilder                   |
| Karolinenstraße 39 (Standort)                                                                           | Pfarrhaus                                             | Zweigeschossiges Satteldachhaus, Sandsteinquader, um 1867/68                                                                                      | D-4-78-139-304 | weitere Bilder                   |
| Bei Karolinenstraße 39 (Standort)                                                                       | Marter                                                | Sandsteinsäule, 1727 | D-4-78-139-311 | weitere Bilder                   |
| Karolinenstraße 41 (Standort)                                                                           | Katholische Kuratiekirche Zur Unbefleckten Empfängnis | Neugotischer Sandsteinquaderbau, Satteldach mit Dachreiter, 1867/68; mit Ausstattung                                                              | D-4-78-139-306 | weitere Bilder                   |
| Kulmbacher Straße 13 (Standort)                                                                         | Wohnstallhaus                                         | Zweigeschossig mit Satteldach, Fachwerk, 18. Jahrhundert                                                                                          | D-4-78-139-307 | weitere Bilder                   |
| Lohholz; am Waldweg nach Lichtenfels (Standort)                                                         | Grenzstein                                            | Sandstein, bezeichnet „1879“ | D-4-78-139-422 | Grenzstein                       |
| Mittlere Straße 5 (Standort)                                                                            | Wohnstallhaus                                         | Zweigeschossig mit halb abgewalmten Satteldach, verputztes Fachwerkobergeschoss, 18. Jahrhundert                                                  | D-4-78-139-308 | weitere Bilder                   |
| Nähe Kulmbacher Straße; an der Schloßmauerstraße, 100 m nördlich der ehemaligen Hofmeisterei (Standort) | Bildstock                                             | Sandstein, Säule mit vierseitigem Aufsatz, 17./18. Jahrhundert                                                                                    | D-4-78-139-312 | Bildstock                        |
| Von-Malsen-Ring 20 (Standort)                                                                           | Schlösschen                                           | Zweigeschossige Dreiflügelanlage mit Walmdächern, 1723/24 von Johann Georg Bruckner                                                               | D-4-78-139-309 | BW                               |
| Von-Malsen-Ring 20 (Standort)                                                                           | Schlösschen                                           | Hoftor des ausgehenden 18. Jahrhunderts, Sandstein                                                                                                | D-4-78-139-309 | Schlösschen                      |
| Von-Malsen-Ring 20 (Standort)                                                                           | Schlösschen, Parkanlage                               | Mit altem Baumbestand | D-4-78-139-309 | BW                               |
| Zahnleite; An der Straße nach Obersdorf (Standort)                                                      | Bildhäuschen                                          | Sockel mit Aufsatz, in der Figurennische der gegeißelte Heiland, bezeichnet „1749“                                                                | D-4-78-139-310 | BW                               |
| Nähe Kieselweg 7 (Standort)                                                                             | Heiliger Johannes Nepomuk                             | Sandstein auf hohem Sockel, 18. Jahrhundert | D-4-78-139-313 | BW                               |

### Unterwallenstadt
| Lage                                         | Objekt                               | Beschreibung | Akten-Nr.      | Bild           |
| -------------------------------------------- | ------------------------------------ | --- | -------------- | -------------- |
| Lindenplatz 19 (Standort)                    | Katholische Kapelle St. Bartholomäus | Flachgedecktes Langhaus mit eingezogenem Chor, Dachreiter, Chor und Kern des Langhauses 14. Jahrhundert, Umbauten von 1738/43; mit Ausstattung | D-4-78-139-314 | weitere Bilder |
| Nähe Lindenplatz; bei der Kapelle (Standort) | Bildstock                            | Sandstein, gewundene Säule mit ionischem Kapitell, vierseitiger Aufsatz, um 1700                                                               | D-4-78-139-315 | Bildstock      |
| Nähe Lindenplatz (Standort)                  | Brunnenhaus                          | Rechteckiger Sandsteinquaderbau mit Walmdach, bezeichnet „1886“                                                                                | D-4-78-139-374 | Brunnenhaus    |

### Weingarten
| Lage                                                                                       | Objekt                  | Beschreibung | Akten-Nr.      | Bild                    |
| ------------------------------------------------------------------------------------------ | ----------------------- | --- | -------------- | ----------------------- |
| Der Märzwiesenweg; am Feldweg nach Kösten (Standort)                                       | Bildhäuschen            | Sandsteinädikula mit Rundgiebel, erste Hälfte 18. Jahrhundert                                                                   | D-4-78-139-371 | Bildhäuschen            |
| Nähe Maintalweg; Oberer Berg; Straßäcker; am Feldweg nordöstlich von Weingarten (Standort) | Marter                  | Monolithische, korinthische Sandsteinsäule auf Postament, reliefertes Bildhaus mit Passions-Darstellungen, wohl 18. Jahrhundert | D-4-78-139-439 | Marter                  |
| Herrenhof 11 (Standort)                                                                    | Bauernhaus              | Eingeschossig historisierend mit Satteldach und Zwerchhaus, Ziegel, Fachwerk, Sandsteingliederung und Schnitzwerk, gegen 1900   | D-4-78-139-316 | Bauernhaus              |
| Theodoriweg 8 (Standort)                                                                   | Katholische Ortskapelle | Sandsteinquaderbau mit Satteldach und Glockenstuhl, um 1860; mit Ausstattung                                                    | D-4-78-139-317 | Katholische Ortskapelle |

## Ehemalige Baudenkmäler
In diesem Abschnitt sind Objekte aufgeführt, die früher einmal in der Denkmalliste eingetragen waren, jetzt aber nicht mehr. Objekte, die in anderem Zusammenhang – also z. B. als Teil eines Baudenkmals – weiter eingetragen sind, sollen hier nicht aufgeführt werden. Aktennummern in diesem Abschnitt sind ehemalige, jetzt nicht mehr gültige Aktennummern.

| Lage                                                                         | Objekt             | Beschreibung | Akten-Nr.                | Bild            |
| ---------------------------------------------------------------------------- | ------------------ | --- | ------------------------ | --------------- |
| Lichtenfels Coburger Straße 36 (Standort)                                    | Walmdachgebäude    | 18./19. Jahrhundert | D-4-78-139-26            | BW              |
| Lichtenfels Langheimer Straße 32, am Hahnengraben (Standort)                 | Zwei Wappenreliefs | Von 1843, Sandstein | D-4-78-139-67            | BW              |
| Lichtenfels Marktplatz 27 (Standort)                                         | Walmdachhaus       | Zweigeschossig mit Fassade aus Sandsteinquadern, zweite Hälfte 19. Jahrhundert, im Erdgeschoss moderner Ladeneinbau | D-4-78-139-90            | weitere Bilder  |
| Lichtenfels Mauergasse 2 (Standort)                                          | Inschrifttafel     | 1605 | D-4-78-139-99            | BW              |
| Lichtenfels Mauergasse 14 (Standort)                                         | Inschrifttafel     | 1685 | D-4-78-139-102 zugehörig | weitere Bilder  |
| Lichtenfels Müssigerstraße 13 (Standort)                                     | Vesperbild         | Sandstein, 17. Jahrhundert | D-4-78-139-104           | BW              |
| Lichtenfels Zweigstraße 2 (Standort)                                         | Verwaltungsbau     | Historistisch, Ende 19. Jahrhundert | D-4-78-139-119           | BW              |
| Lichtenfels Im Wald zwischen Buch am Forst und Schney ()                     | Kreuzstein         | Spätmittelalterlich | D-4-78-139-125           |                 |
| Buch am Forst bei Punkt 350,2 ()                                             | Poststein          | 1820 | D-4-78-139-137           |                 |
| Buch am Forst An der Straße nach Obersiemau ()                               | Bildstock          | Sandstein, spätes 18. Jahrhundert | D-4-78-139-138           |                 |
| Degendorf Am Waldweg nach Lichtenfels ()                                     | Grenzsteine        | Zwei Sandsteinquader, 1741 | D-4-78-139-142           |                 |
| Isling An der Pfarrkirche ()                                                 | Marter             | Oktogonaler Sandsteinpfeiler, 14. Jahrhundert | D-4-78-139-164           |                 |
| Isling Kohlbauerplatz 4 (Standort)                                           | Wohnstallhaus      | Fachwerk, 19. Jahrhundert | D-4-78-139-151           | BW              |
| Klosterlangheim Oberlangheimer Straße 22 (Standort)                          | Grabstein          | 16./17. Jahrhundert; Nebengebäude | D-4-78-139-180           | BW              |
| Klosterlangheim Ein Kilometer nordwestlich des Ortes, im Staatsforst ()      | Steinkreuz         | 15./16. Jahrhundert | D-4-78-139-185           |                 |
| Kösten Alte Dorfstraße 13 (Standort)                                         | Wohnstallhaus      | Eingeschossig, mit Halbwalmdach, Fachwerk verschiefert, um 1800, Stallteil bezeichnet „1898“ | D-4-78-139-330           | Wohnstallhaus   |
| Kösten Schloß-Banz-Straße 65 (Standort)                                      | Sandsteinrelief    | 1747 | D-4-78-139-189           | Sandsteinrelief |
| Kösten Ca. 650 m westlich des Ortes ()                                       | Marter             | Sockel, um 1700 | D-4-78-139-194           |                 |
| Köttel ca. 1,5 km südwestlich des Ortes (Standort)                           | Marter             | Sandsteinaufsatz, 17./18. Jahrhundert | D-4-78-139-197           | BW              |
| Mönchkröttendorf Kammerwiese 1 (Standort)                                    | Walmdachbau        | 1822 | D-4-78-139-222           | Walmdachbau     |
| Schney Main (Standort)                                                       | Eisenbahnbrücke    | Über den Main, 1857/59 von Johann Georg Beuschel errichtet, 1945 gesprengt, in Resten erhalten | D-4-78-139-276           | Eisenbahnbrücke |
| Schönsreuth Am Weg nach Tiefenroth, etwa 200 m westlich des Ortes (Standort) | Marter             | Die Sandsteinsäule mit antikisierendem Kapitell hat am Sockel reliefierte Engelsköpfe und am Aufsatz die Inschrift: „GOTT MIT ALLEN HEILIGEN ZU EHREN GEORG VOGT UND EFA MARGARETA VOTIN DIESE BILDSTOCK MACHGEN LASN ANNO 1756“. Die rundbogigen geschlossenen Felder zeigen vier Reliefs, nach Norden ein Vesperbild, nach Osten Christus an der Geißelsäule, nach Süden die Dreifaltigkeit und nach Westen die Erscheinung der Vierzehn Nothelfer. | D-4-78-139-279           | Marter          |
| Schönsreuth Ca. 250 m südlich des Ortes ()                                   | Marter             | Sandsteinsockel, 17./18. Jahrhundert | D-4-78-139-280           |                 |
| Seubelsdorf Ca. 500 m südlich des Ortes, beim Sportplatz ()                  | Marter             | Sandsteinsäule, 17. Jahrhundert | D-4-78-139-285           |                 |
| Tiefenroth Birkacher Straße 9 (Standort)                                     | Wohnstallbau       | 18./19. Jahrhundert, mit Fachwerkgiebel | D-4-78-139-294           | BW              |
| Tiefenroth Birkacher Straße 14 ()                                            | Wohnstallhaus      | Frackdach, frühes 19. Jahrhundert | D-4-78-139-295           |                 |
| Trieb Mittlere Straße 1 (Standort)                                           | Standesamt         | Satteldachbau, um 1867/68 | D-4-78-139-305           | Standesamt      |

## Abgegangene Baudenkmäler
In diesem Abschnitt sind Objekte aufgeführt, die früher einmal in der Denkmalliste eingetragen waren, jetzt aber nicht mehr existieren, z. B. weil sie abgebrochen wurden. Aktennummern in diesem Abschnitt sind ehemalige, jetzt nicht mehr gültige Aktennummern.

| Lage                                                      | Objekt       | Beschreibung                                                               | Akten-Nr.      | Bild        |
| --------------------------------------------------------- | ------------ | -------------------------------------------------------------------------- | -------------- | ----------- |
| Klosterlangheim Lahmer Weg 10, Ziegelrangen 11 (Standort) | Doppelhaus   | Zweigeschossig mit Mansarddach, Obergeschoss verschiefert, 18. Jahrhundert | D-4-78-139-179 | Doppelhaus  |
| Oberwallenstadt Krößwehrstraße 11 (Standort)              | Wegkapelle   | Sandsteinquaderbau, 1829                                                   | D-4-78-139-227 | BW          |
| Oberwallenstadt Schwabenstraße 19 (Standort)              | Wohnstallbau | Mit Fachwerkgiebel, wohl 18. Jahrhundert                                   | D-4-78-139-229 | BW          |
| Schney Friedrich-Ebert-Straße 80 (Standort)               | Walmdachbau  | 19. Jahrhundert                                                            | D-4-78-139-255 | Walmdachbau |
| Schney Friedrich-Ebert-Straße 92 (Standort)               | Walmdachbau  | Zweigeschossig, verkleidetes Fachwerkobergeschoss, wohl 18. Jahrhundert    | D-4-78-139-258 | BW          |